# Parrocchie della diocesi di Ugento-Santa Maria di Leuca
Le parrocchie della diocesi di Ugento-Santa Maria di Leuca sono 43 e sono distribuite in comuni e frazioni appartenenti alla sola provincia di Lecce.

## Forania di Ugento
| Località                                | Parrocchia                        | Popolazione | Sito web |
| --------------------------------------- | --------------------------------- | ----------- | -------- |
| Acquarica del Capo (Presicce-Acquarica) | San Carlo Borromeo                | 4.957       |          |
| Presicce (Presicce-Acquarica)           | Sant'Andrea Apostolo              | 5.657       |          |
| Salve                                   | San Nicola Magno                  | 4.258       |          |
| Ruggiano (Salve)                        | Sant'Elia Profeta                 | 635         |          |
| Specchia                                | Presentazione Beata Vergine Maria | 4.970       |          |
| Ugento                                  | Santa Maria Assunta, cattedrale   | 2.600       |          |
| Ugento                                  | Sacro Cuore                       | 3.000       |          |
| Ugento                                  | San Giovanni Bosco                | 4.000       |          |
| Gemini (Ugento)                         | San Francesco d'Assisi            | 1.998       |          |
| Torre San Giovanni (Ugento)             | Madonna dell'Aiuto                | 500         |          |

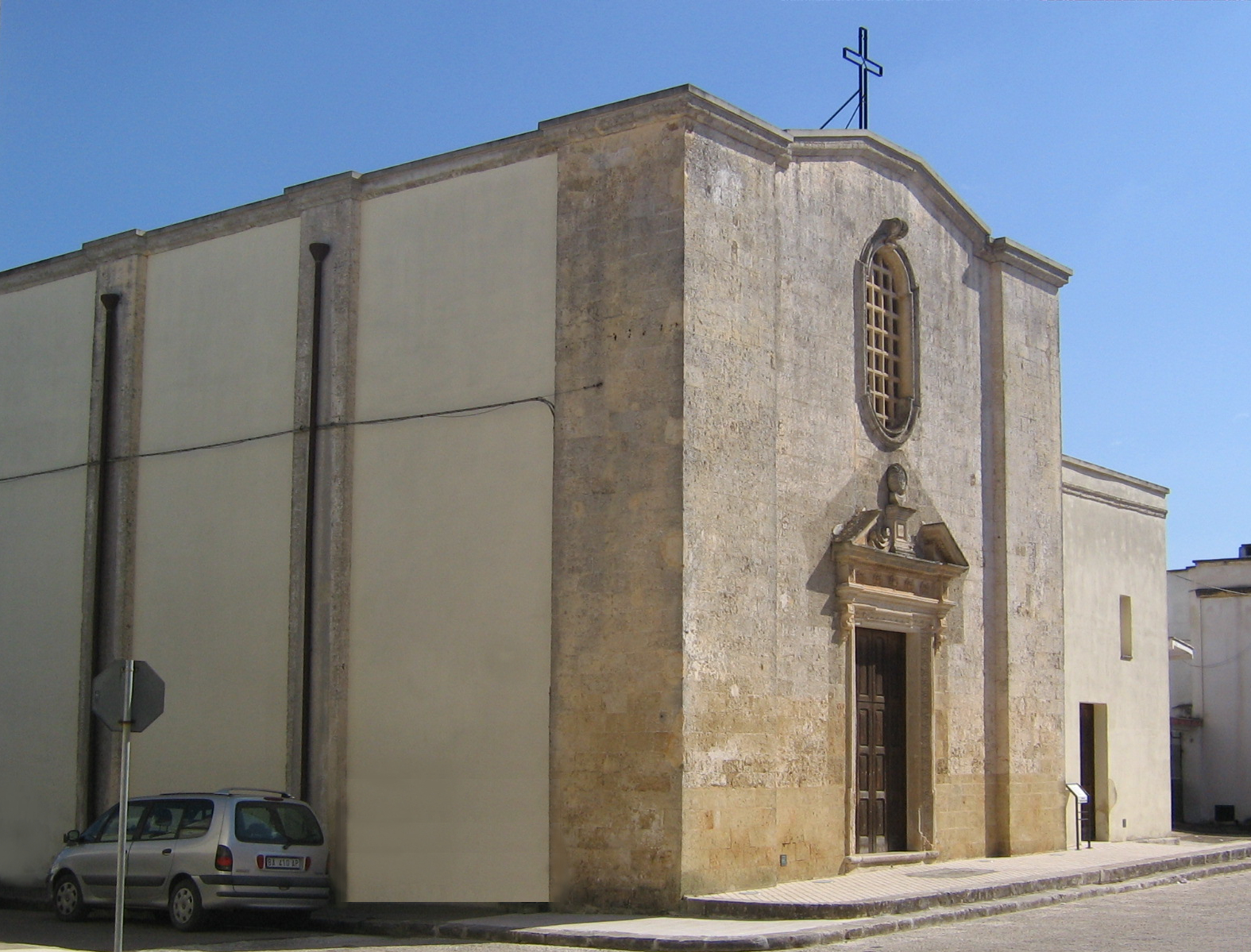
Parrocchia di San Carlo, Chiesa Madre,  Acquarica del Capo
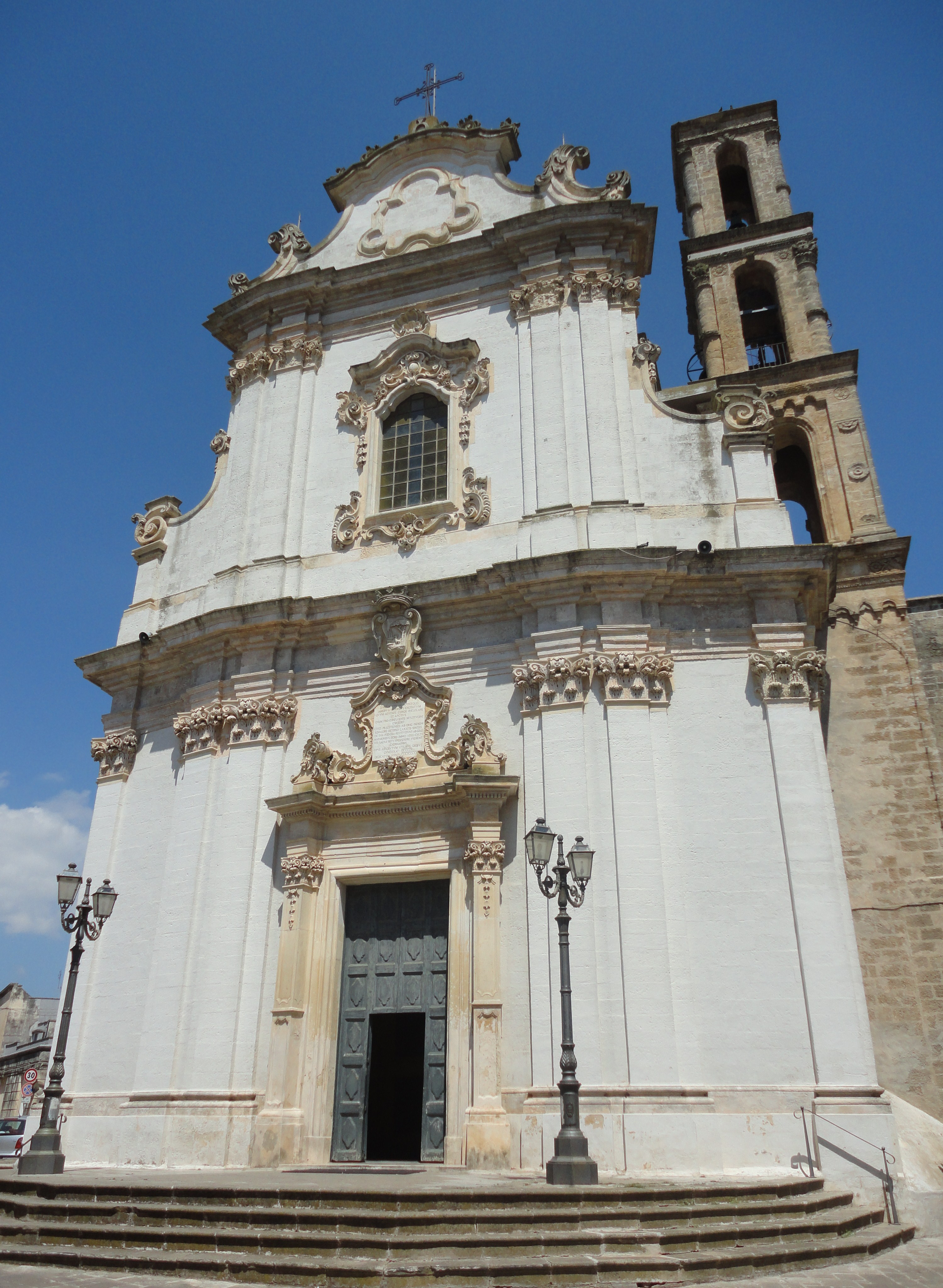
(1) Parrocchia di Sant'Andrea, Chiesa Madre, Presicce
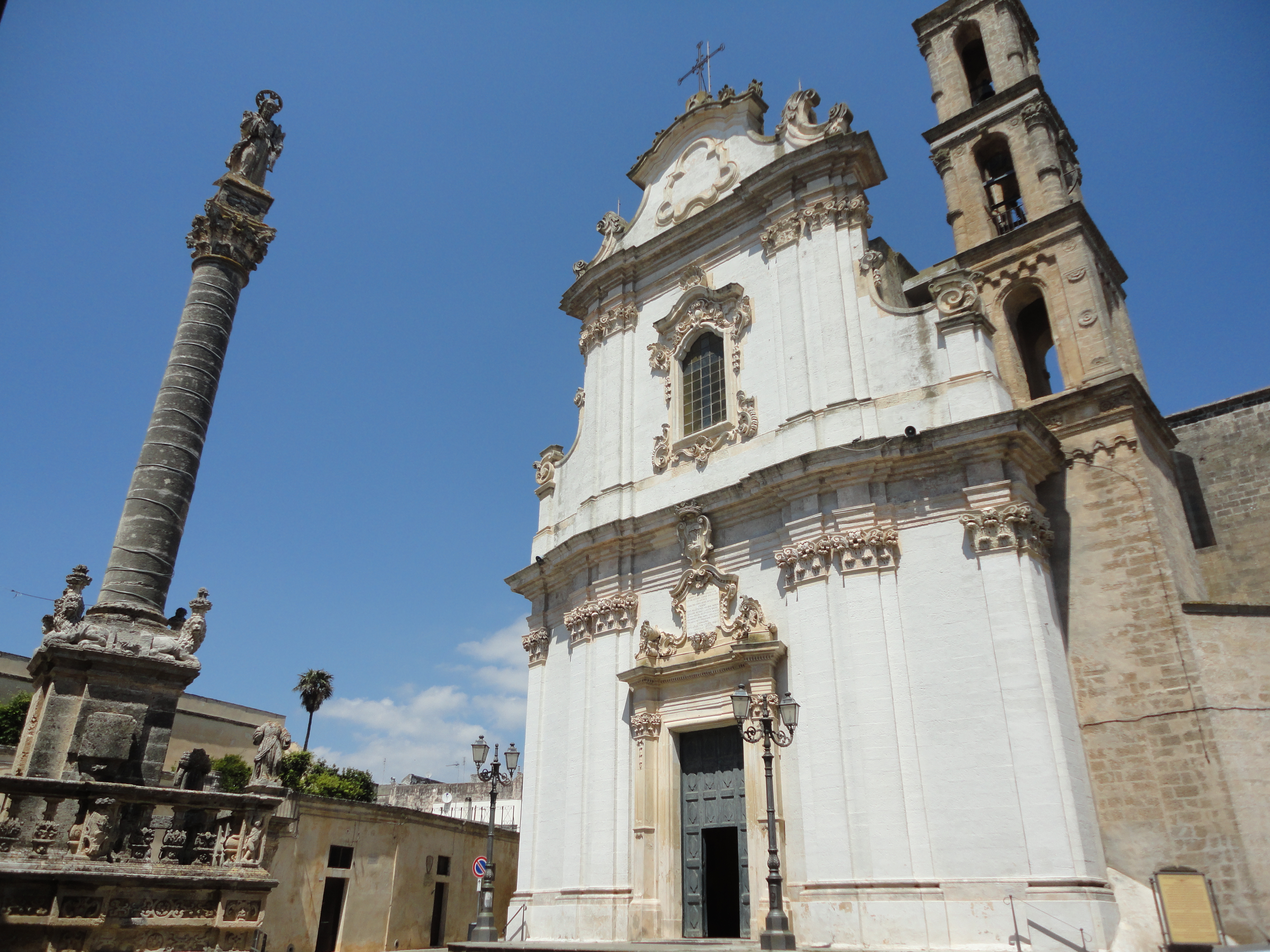
(2) Parrocchia di Sant'Andrea, Presicce
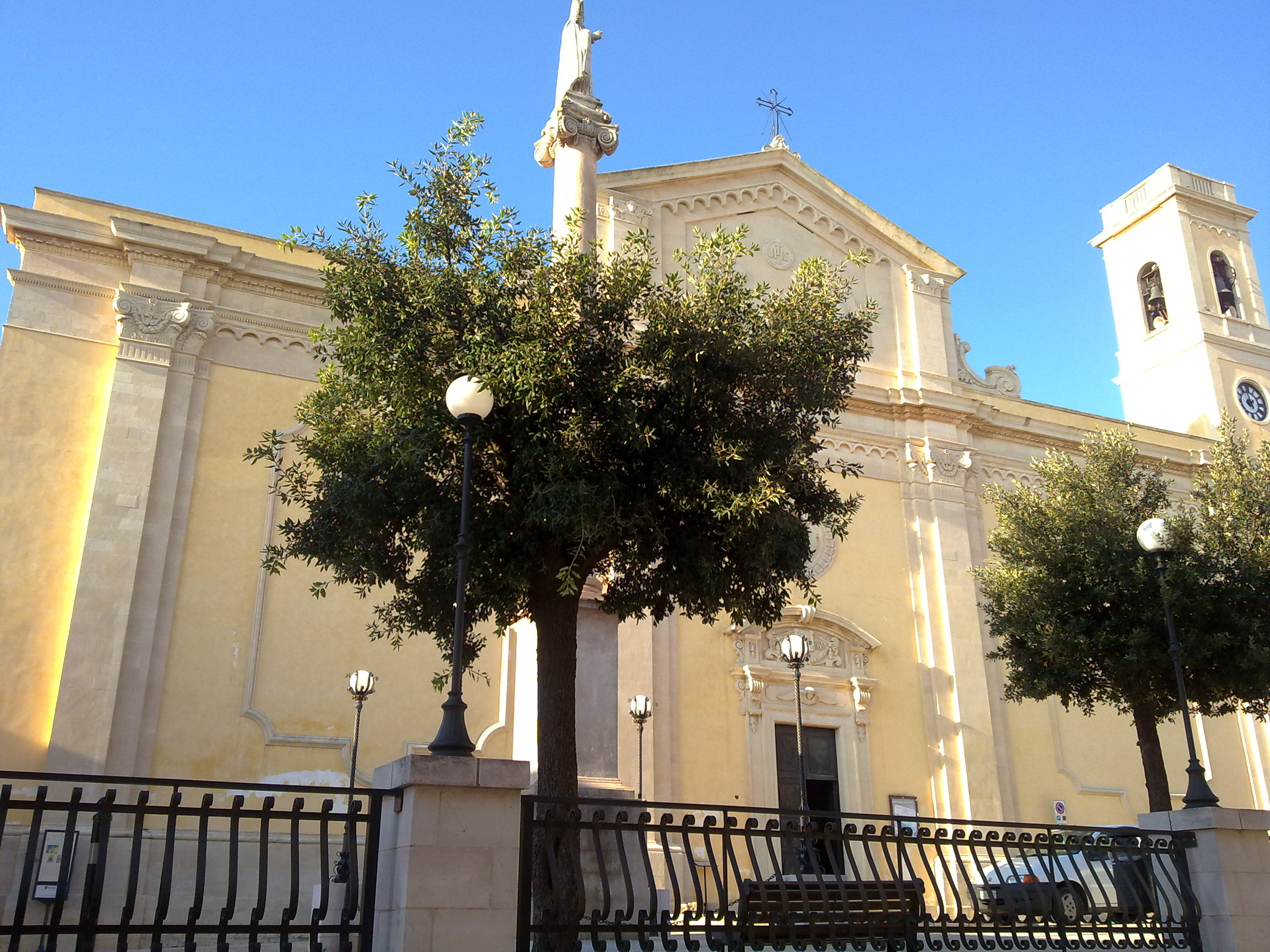
Parrocchia di San Nicola Magno, Chiesa Madre, Salve
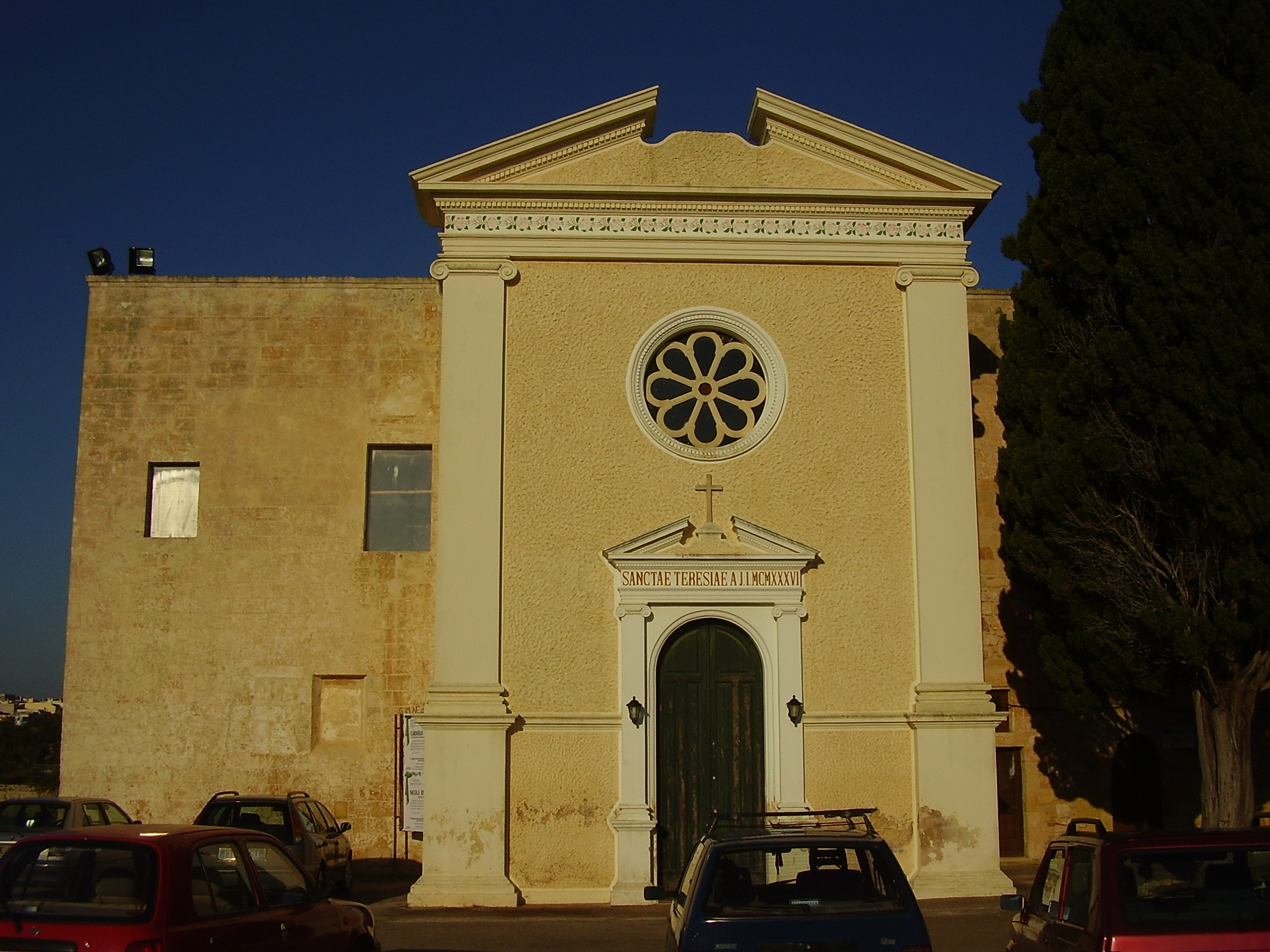
Chiesa di Santa Teresa, Salve
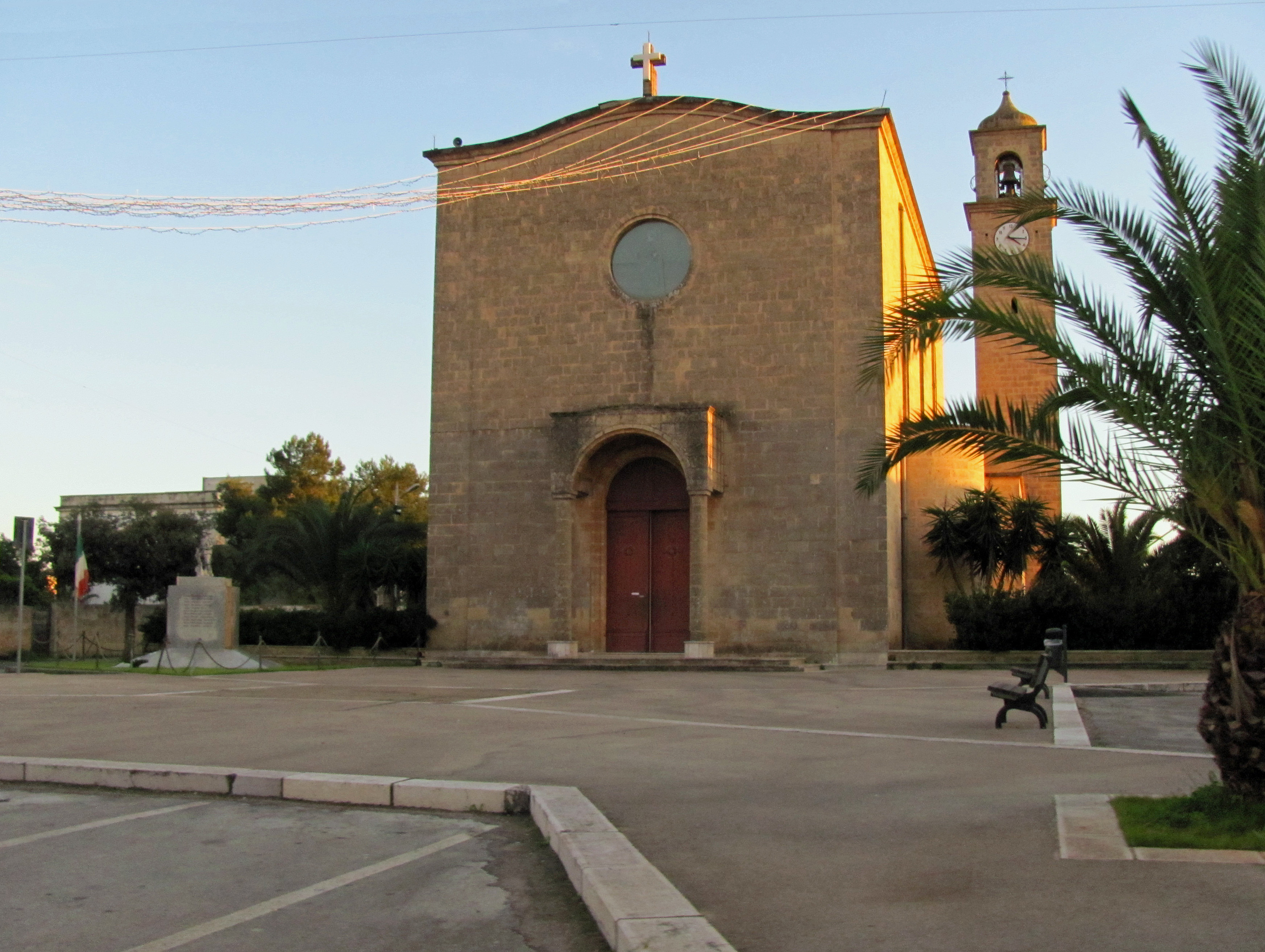
Parrocchia di Sant'Elia Profeta, Ruggiano
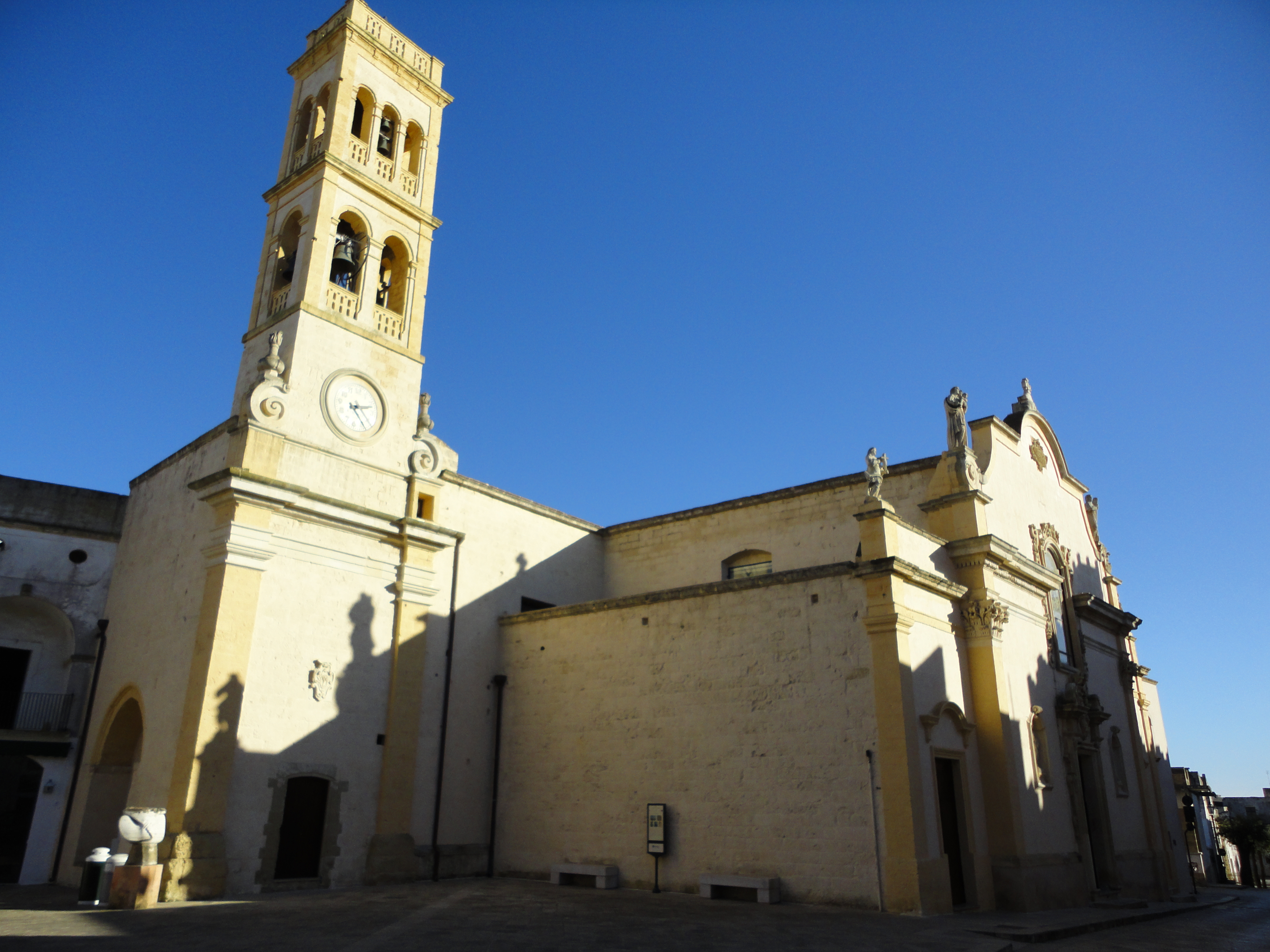
(1) Parrocchia Presentazione della Beata Vergine Maria, Chiesa Madre, Specchia
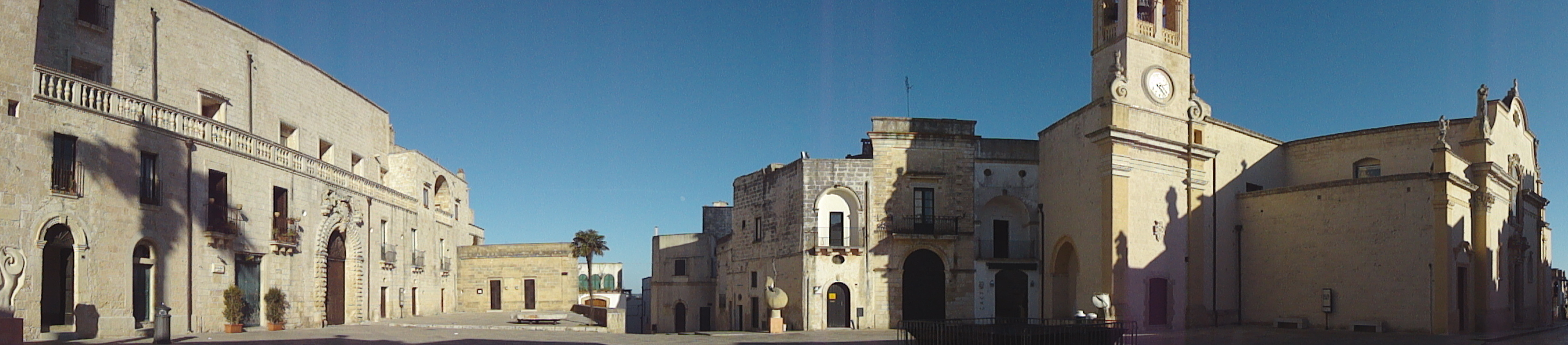
(2)  Parrocchia Presentazione della Beata Vergine Maria, Specchia
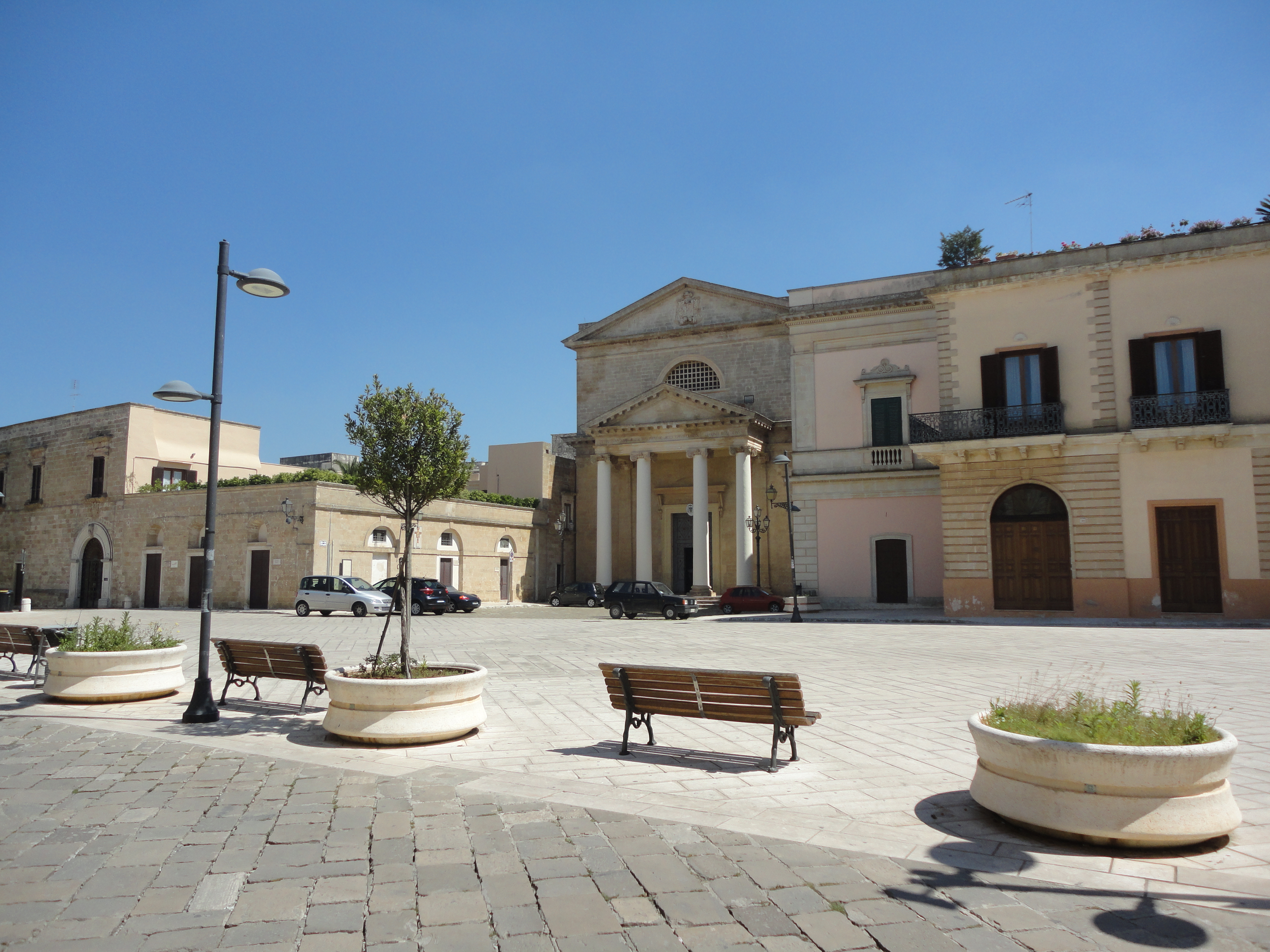
(1) Cattedrale di Santa Maria Assunta, Ugento
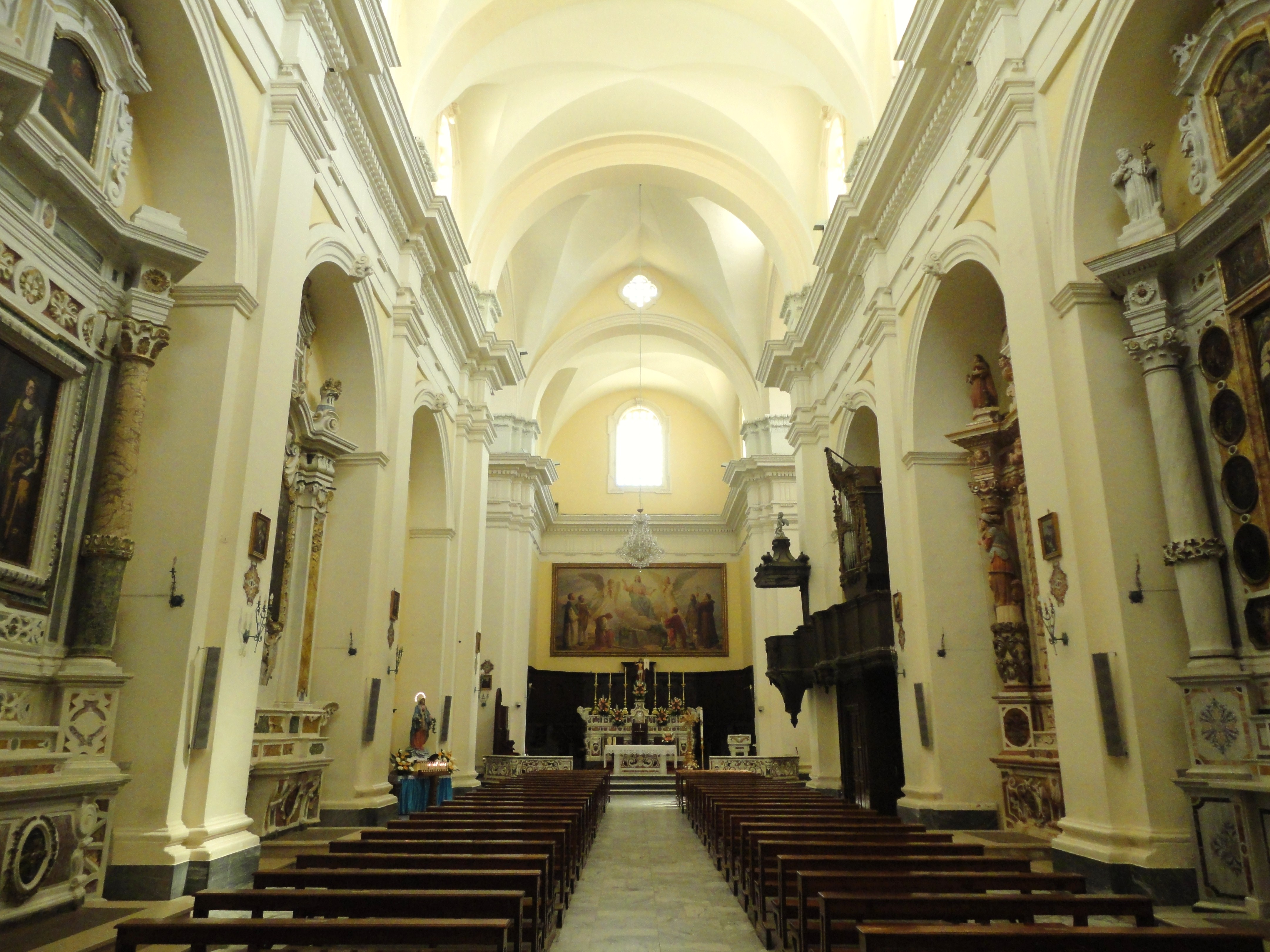
(2) Cattedrale di Santa Maria Assunta, interno, Ugento

## Forania di Tricase
| Località                     | Parrocchia                        | Popolazione | Sito web |
| ---------------------------- | --------------------------------- | ----------- | -------- |
| Alessano                     | Santissimo Salvatore              | 5.289       |          |
| Montesardo (Alessano)        | Presentazione Beata Vergine Maria | 1.301       |          |
| Corsano                      | San Biagio o Santa Sofia          | 5.769       |          |
| Tiggiano                     | Sant'Ippazio Vescovo e Martire    | 2.921       |          |
| Tricase                      | Natività Beata Vergine Maria      | 4.980       |          |
| Tricase                      | Sant'Antonio da Padova            | 2.603       |          |
| Caprarica del Capo (Tricase) | Sant'Andrea Apostolo              | 2.780       |          |
| Depressa (Tricase)           | Sant'Antonio di Padova            | 1.516       |          |
| Lucugnano (Tricase)          | Maria Santissima Assunta          | 1.750       |          |
| Sant'Eufemia (Tricase)       | Sant'Eufemia                      | 850         |          |
| Tutino (Tricase)             | Santa Maria delle Grazie          | 2.850       |          |

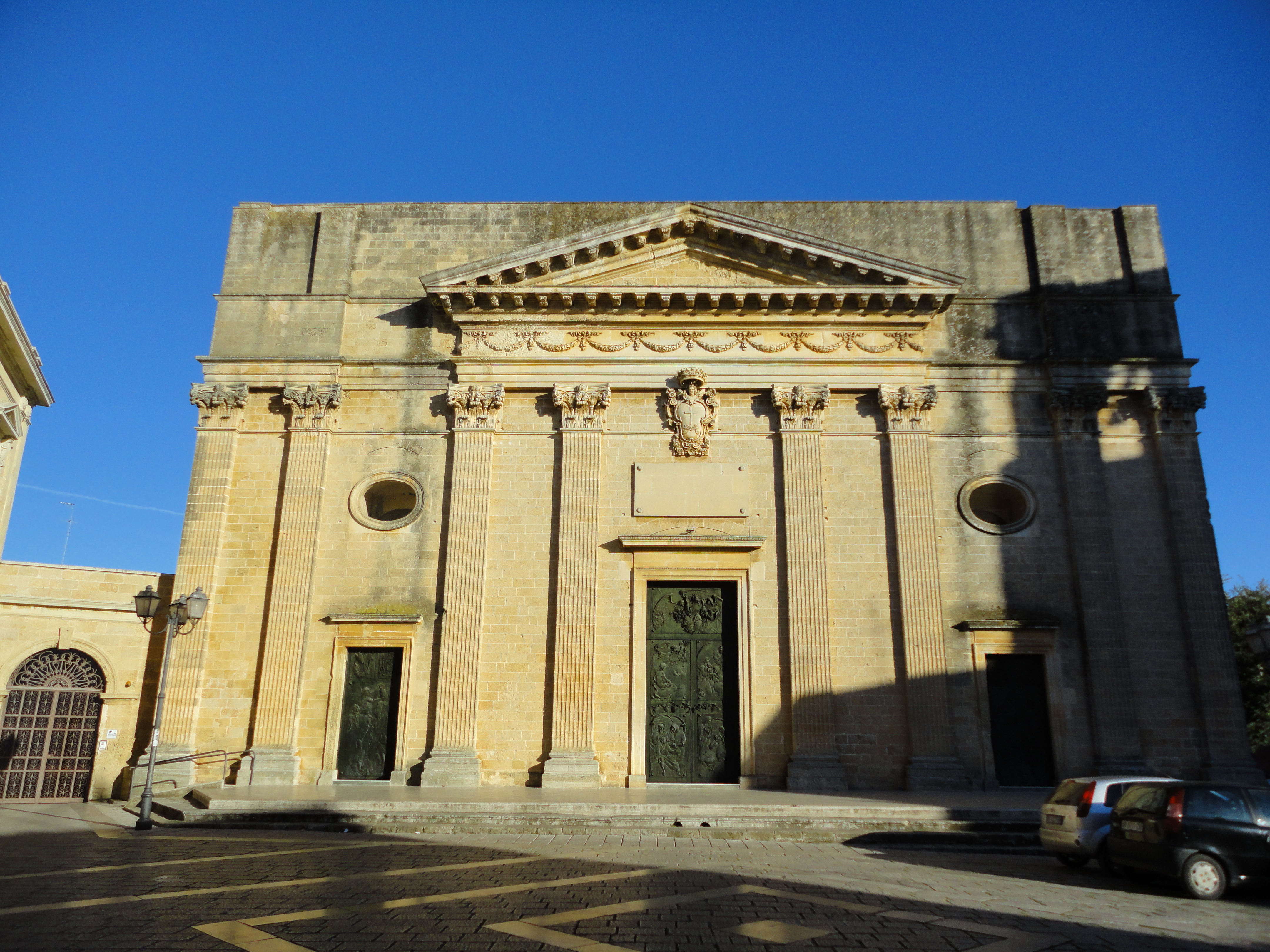
Parrocchia Santissimo Salvatore, Chiesa Madre, Alessano
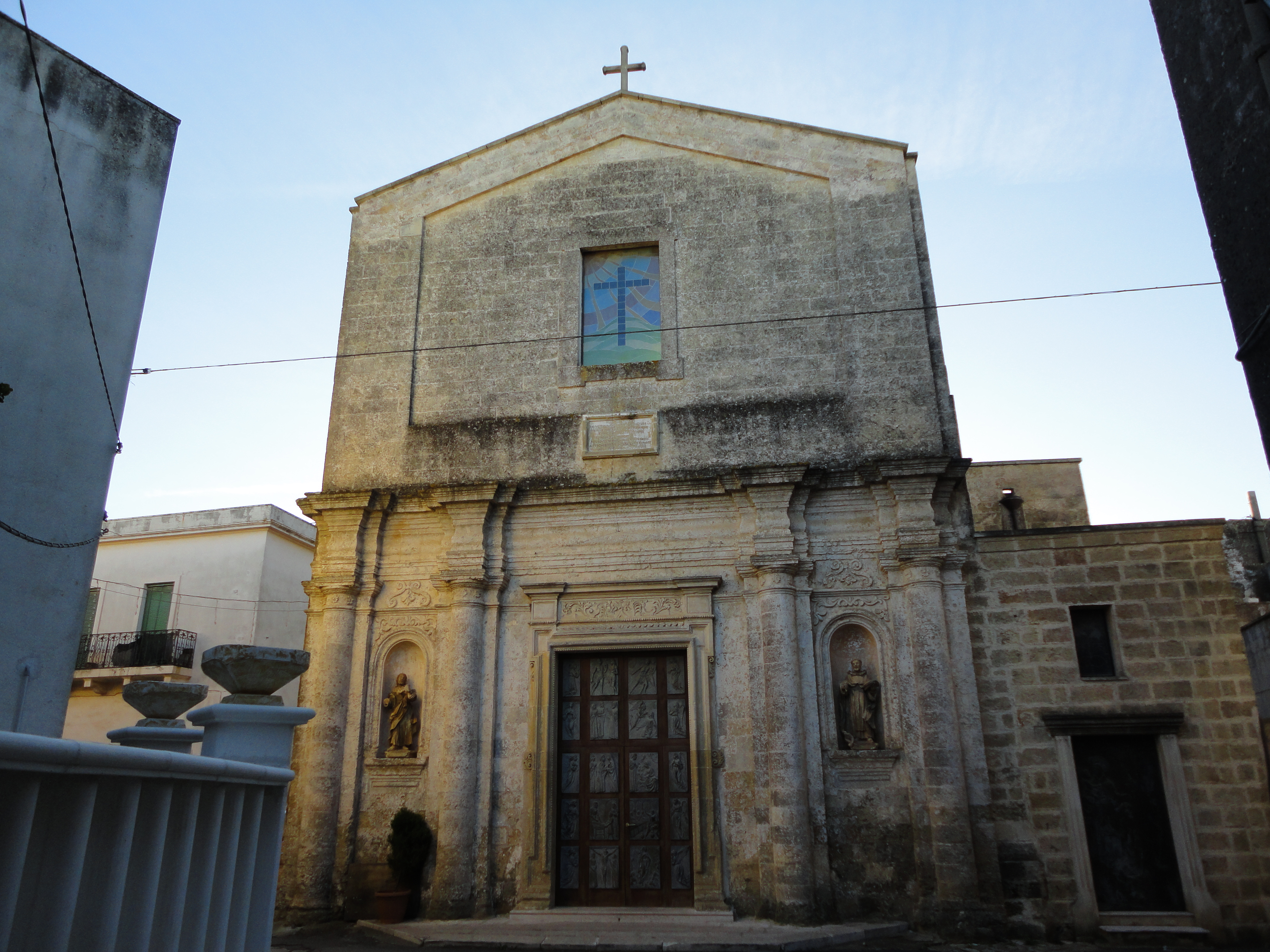
(1) Parrocchia Presentazione Beata Vergine Maria, Chiesa Madre, Montesardo
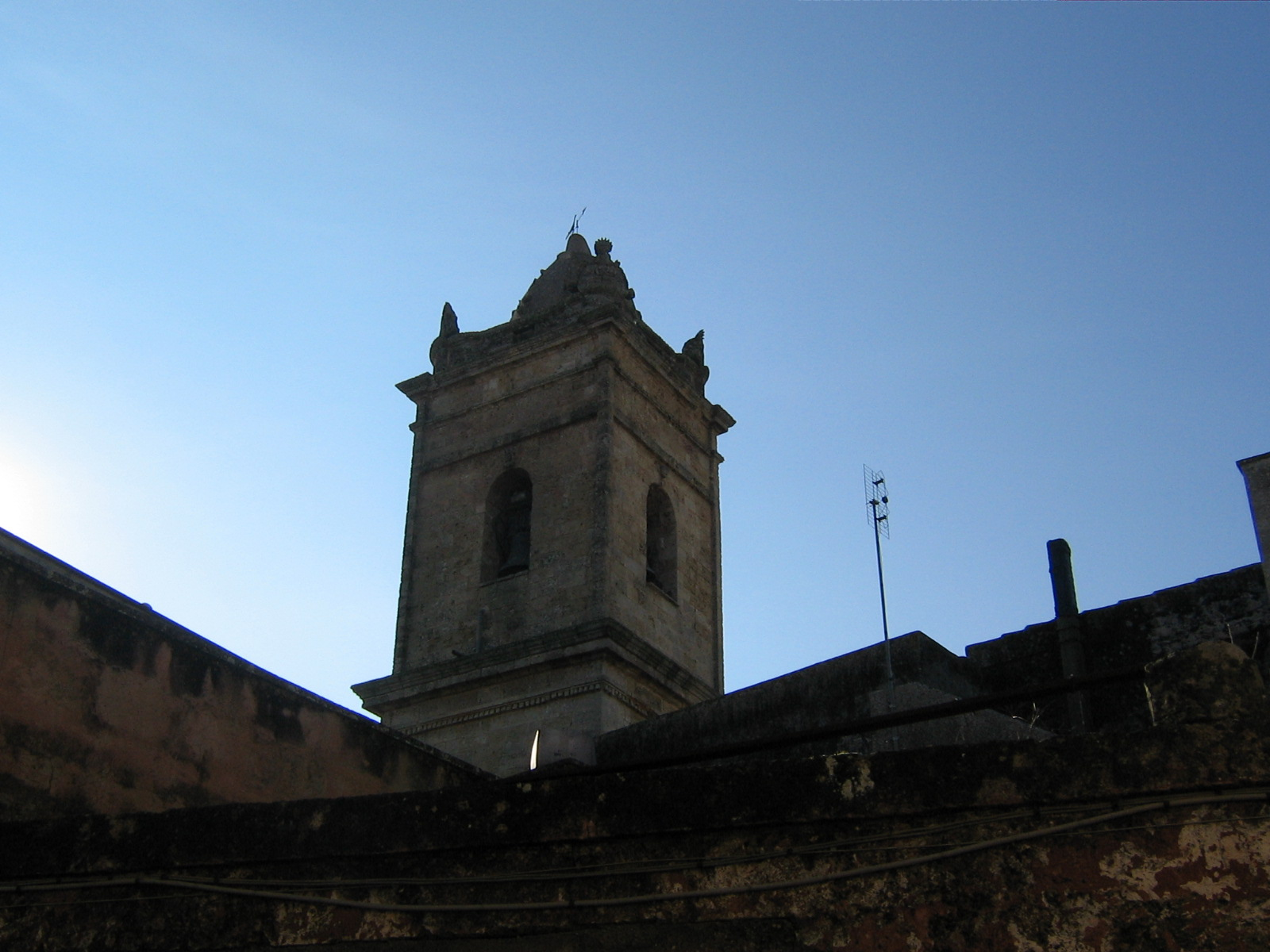
(2) Parrocchia Presentazione Beata Vergine Maria, campanile, Montesardo
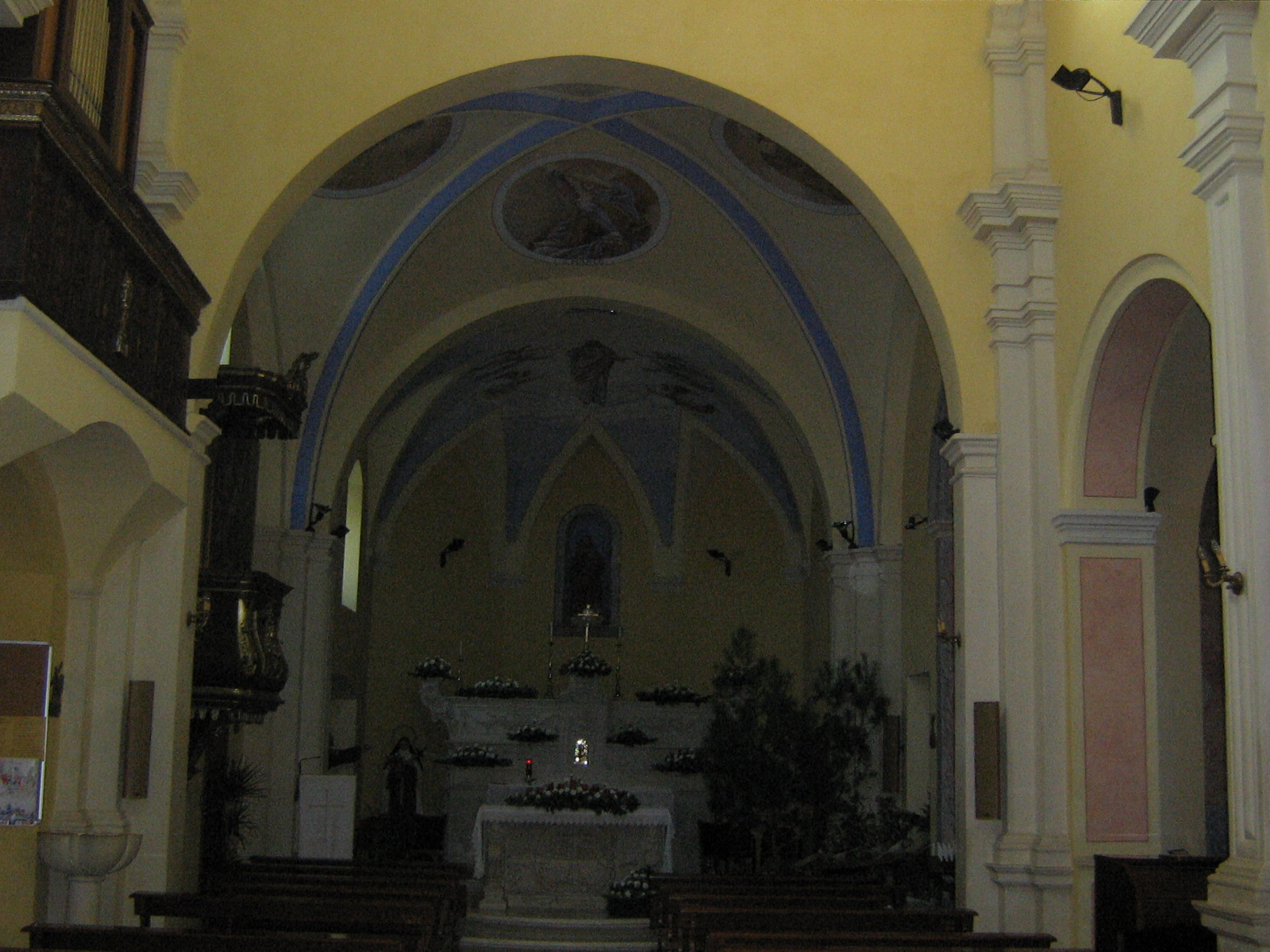
(3) Parrocchia Presentazione Beata Vergine Maria, interno, Montesardo
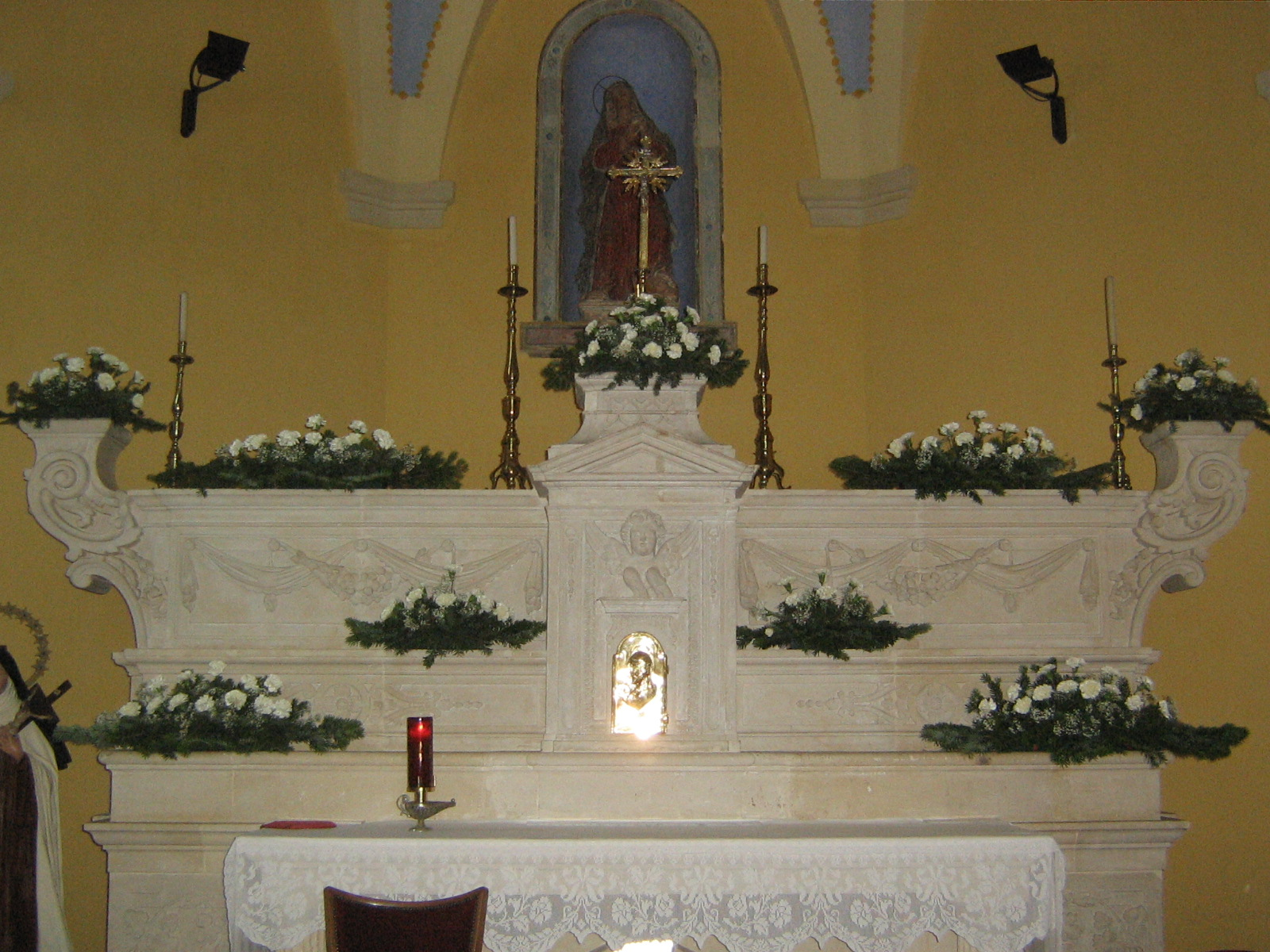
(4) Parrocchia Presentazione Beata Vergine Maria, altare maggiore, Montesardo
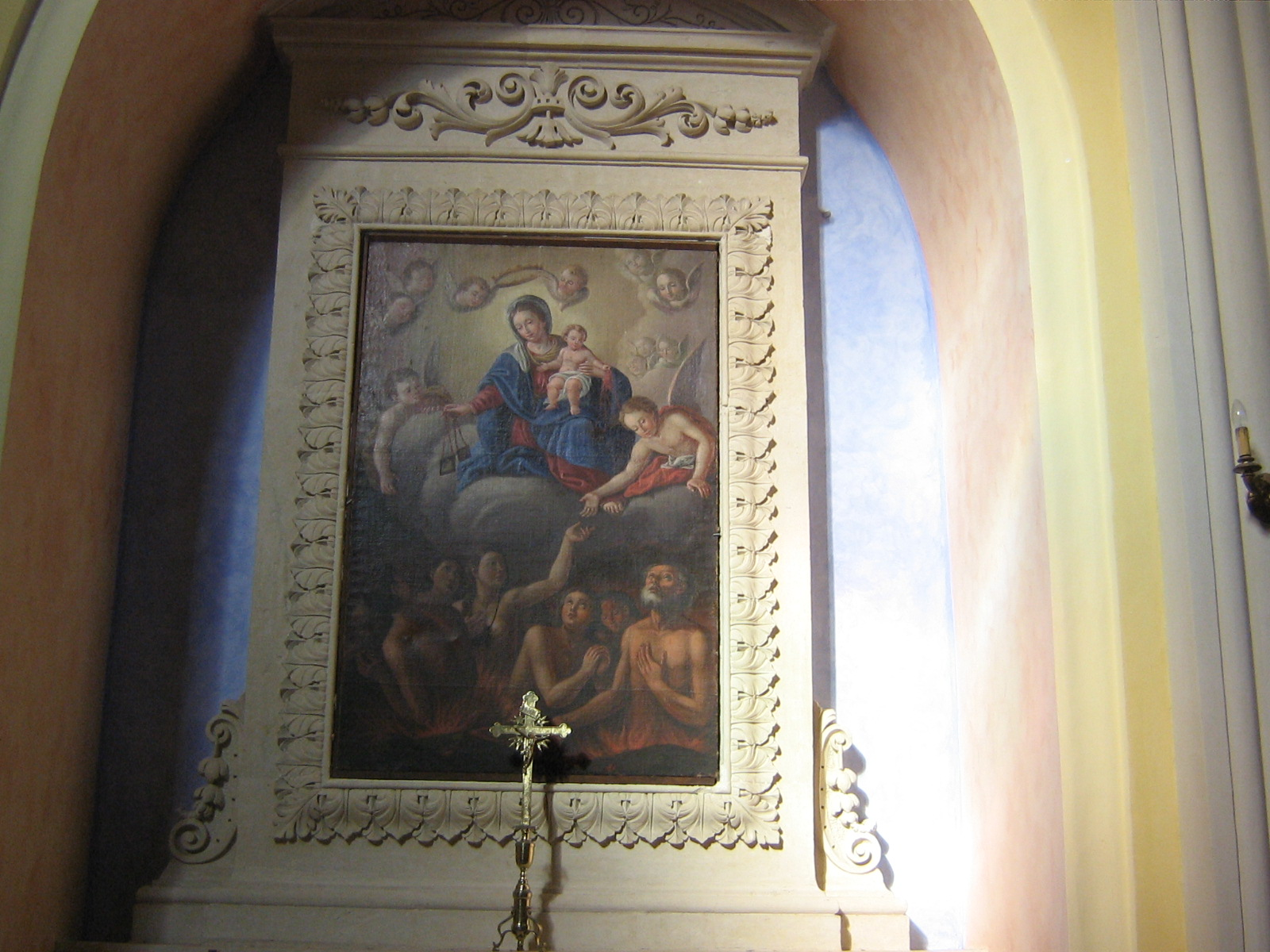
(5) Parrocchia Presentazione Beata Vergine Maria, altare Madonna del Carmelo, Montesardo
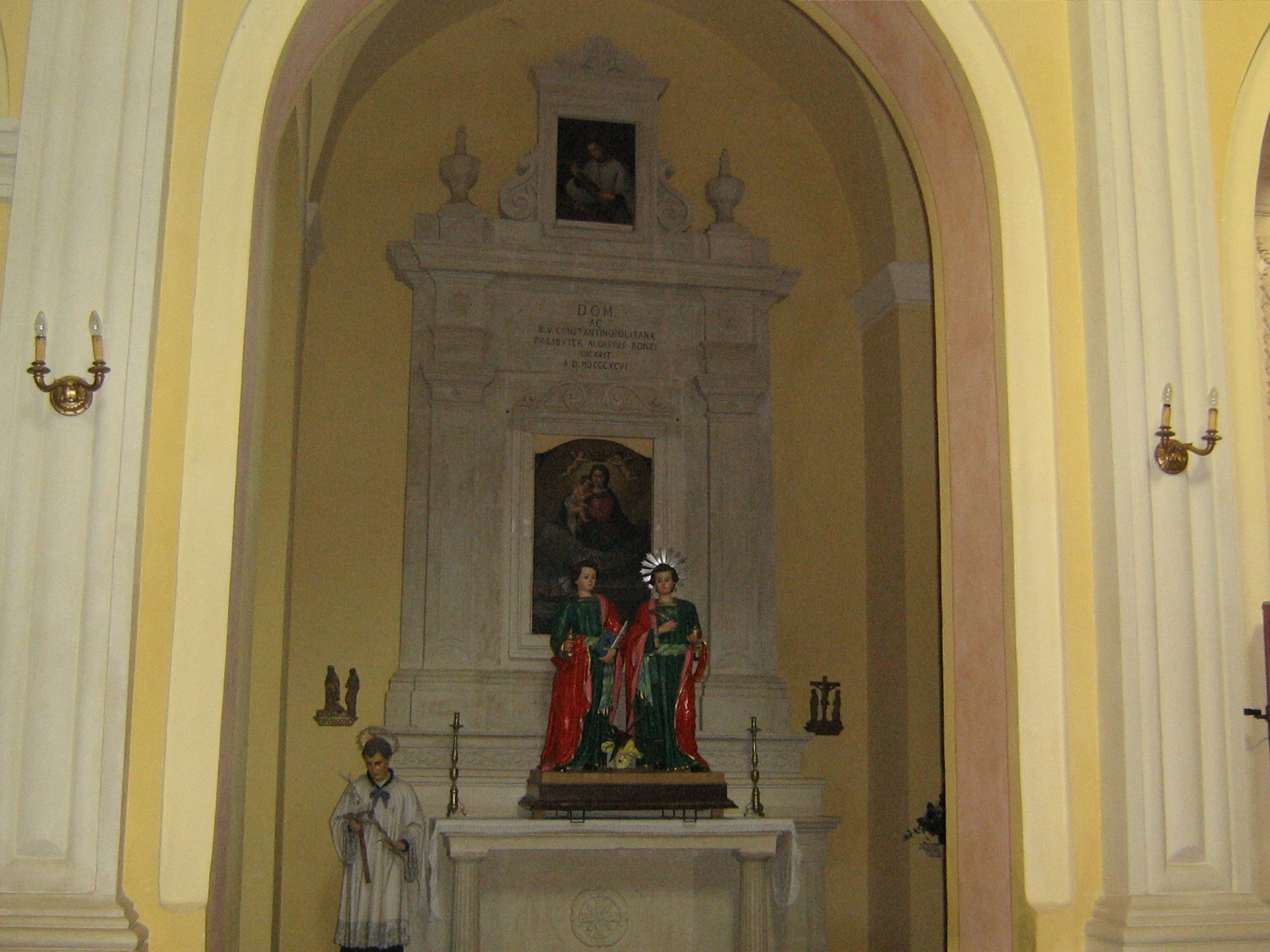
(6) Parrocchia Presentazione Beata Vergine Maria, altare Madonna di Costantinopoli, Montesardo
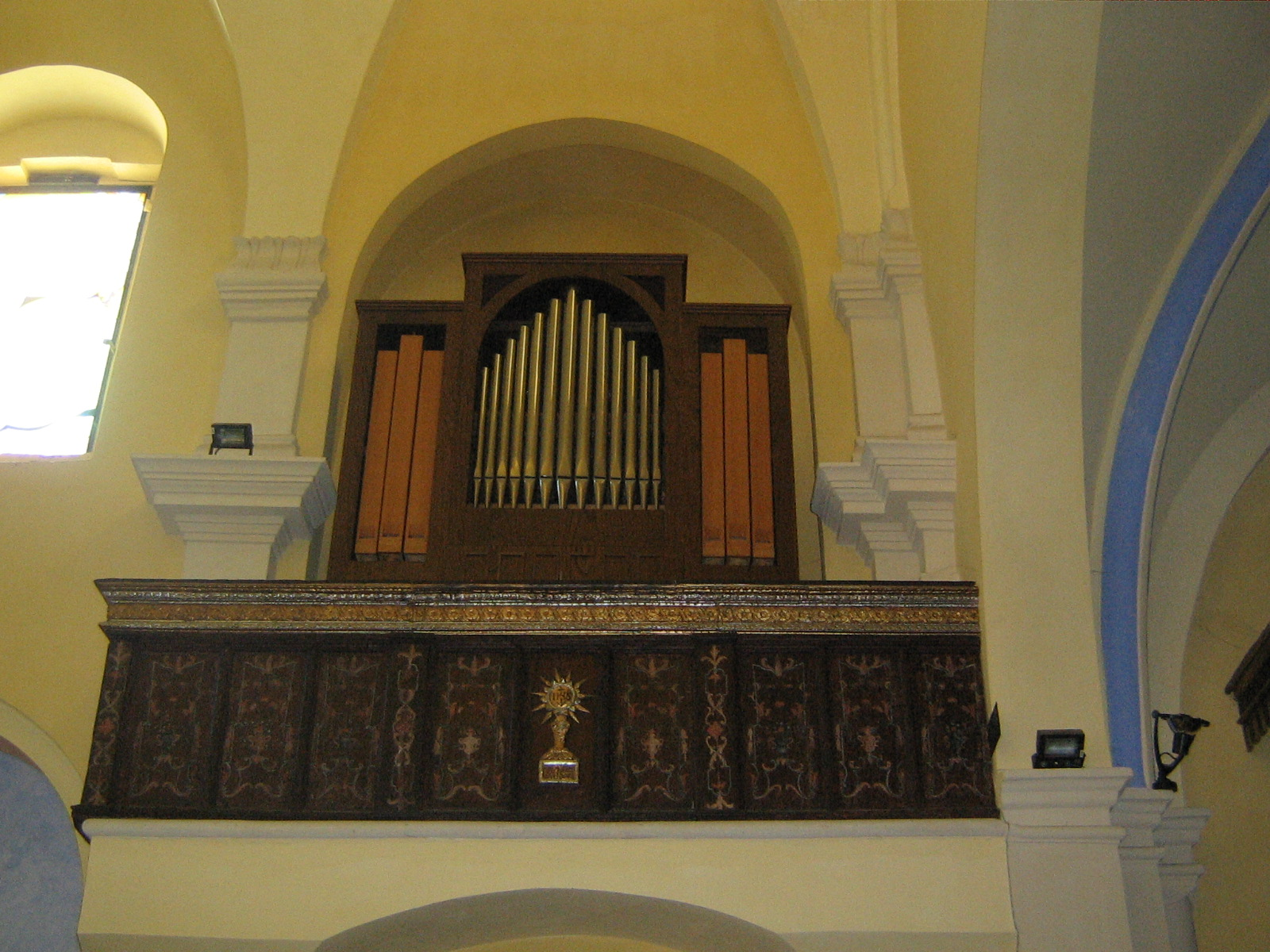
(7) Parrocchia Presentazione Beata Vergine Maria, organo, Montesardo
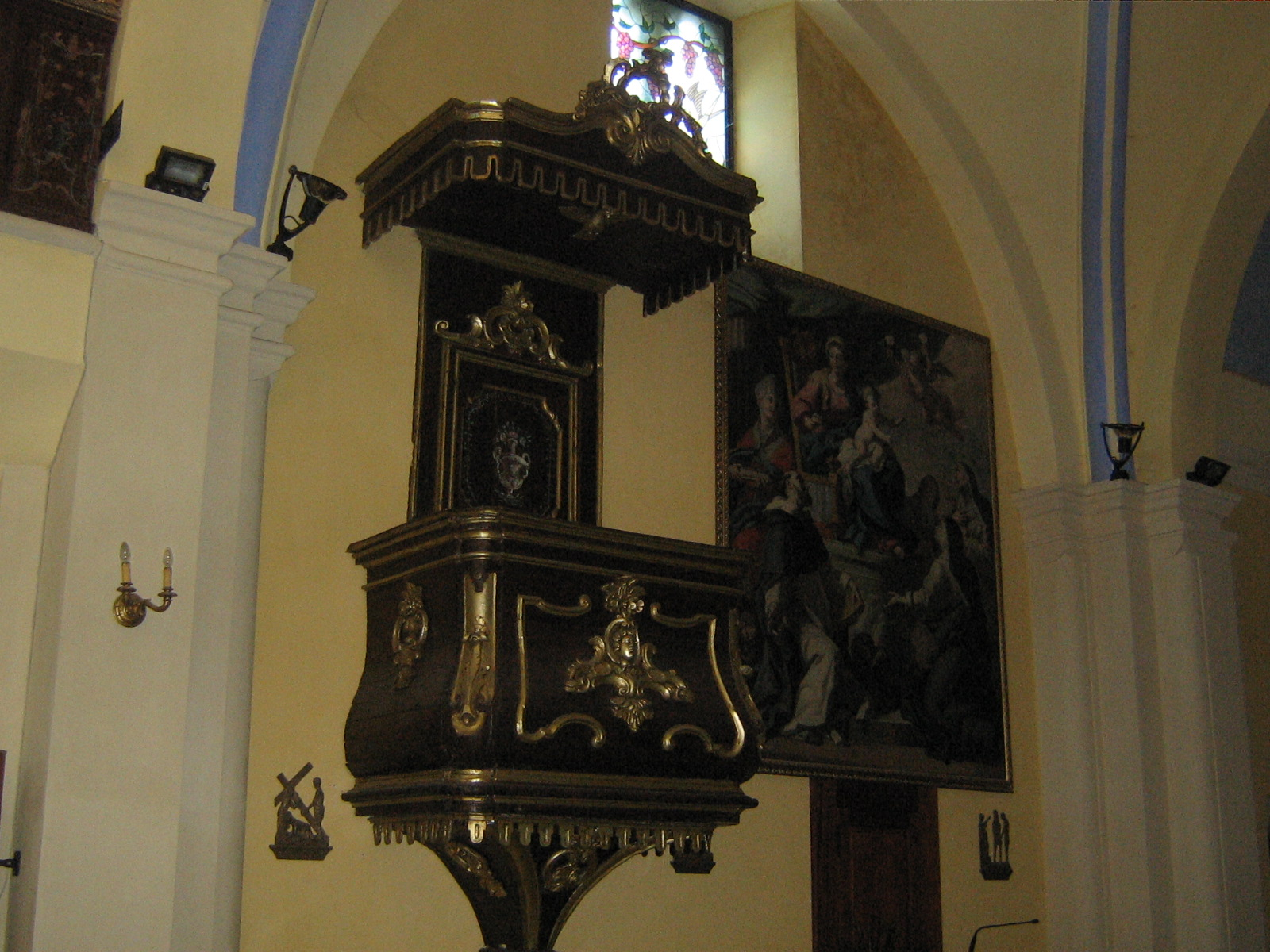
(8) Parrocchia Presentazione Beata Vergine Maria, pulpito, Montesardo
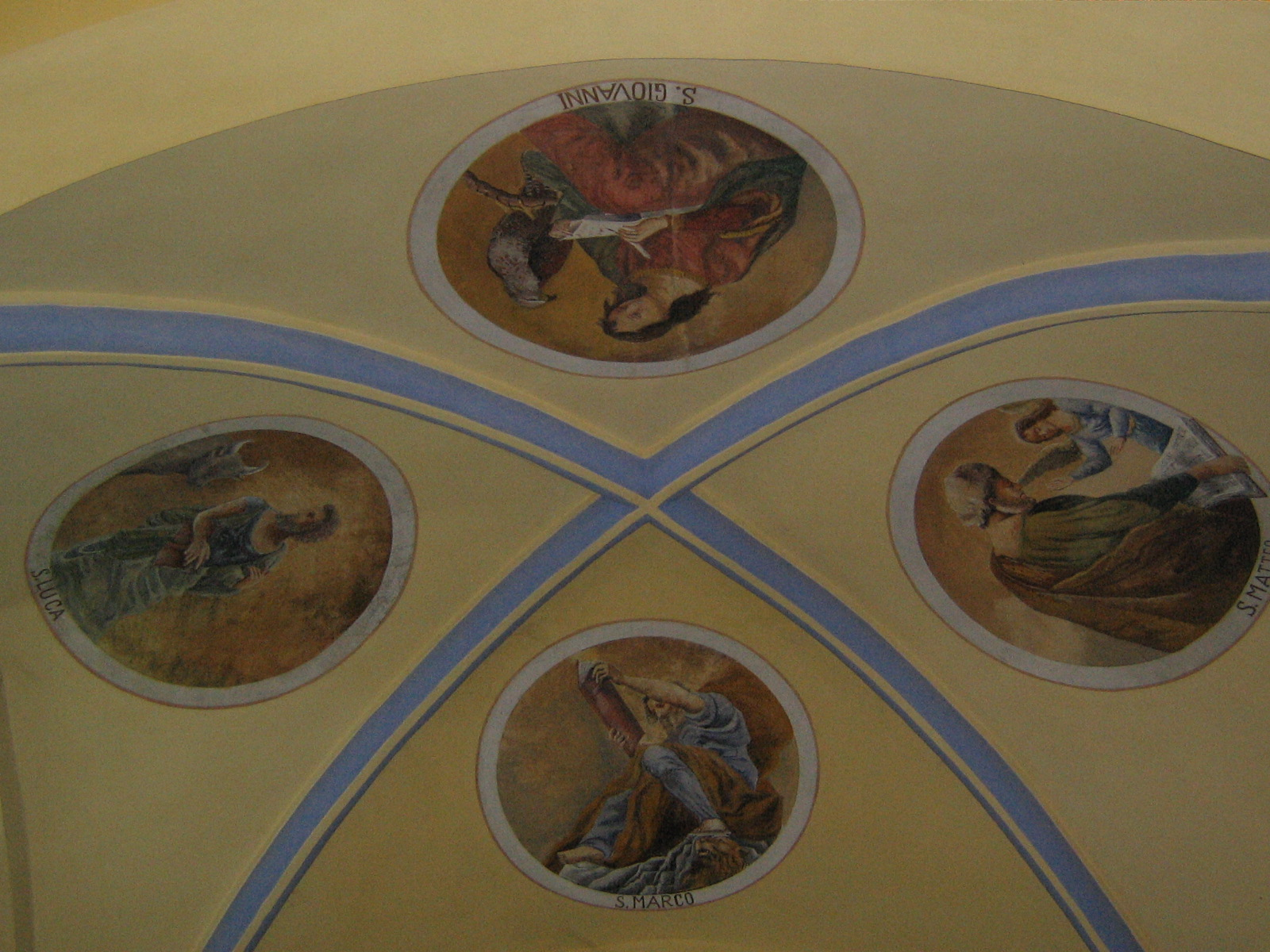
(9) Parrocchia Presentazione Beata Vergine Maria, particolare del soffitto, Montesardo
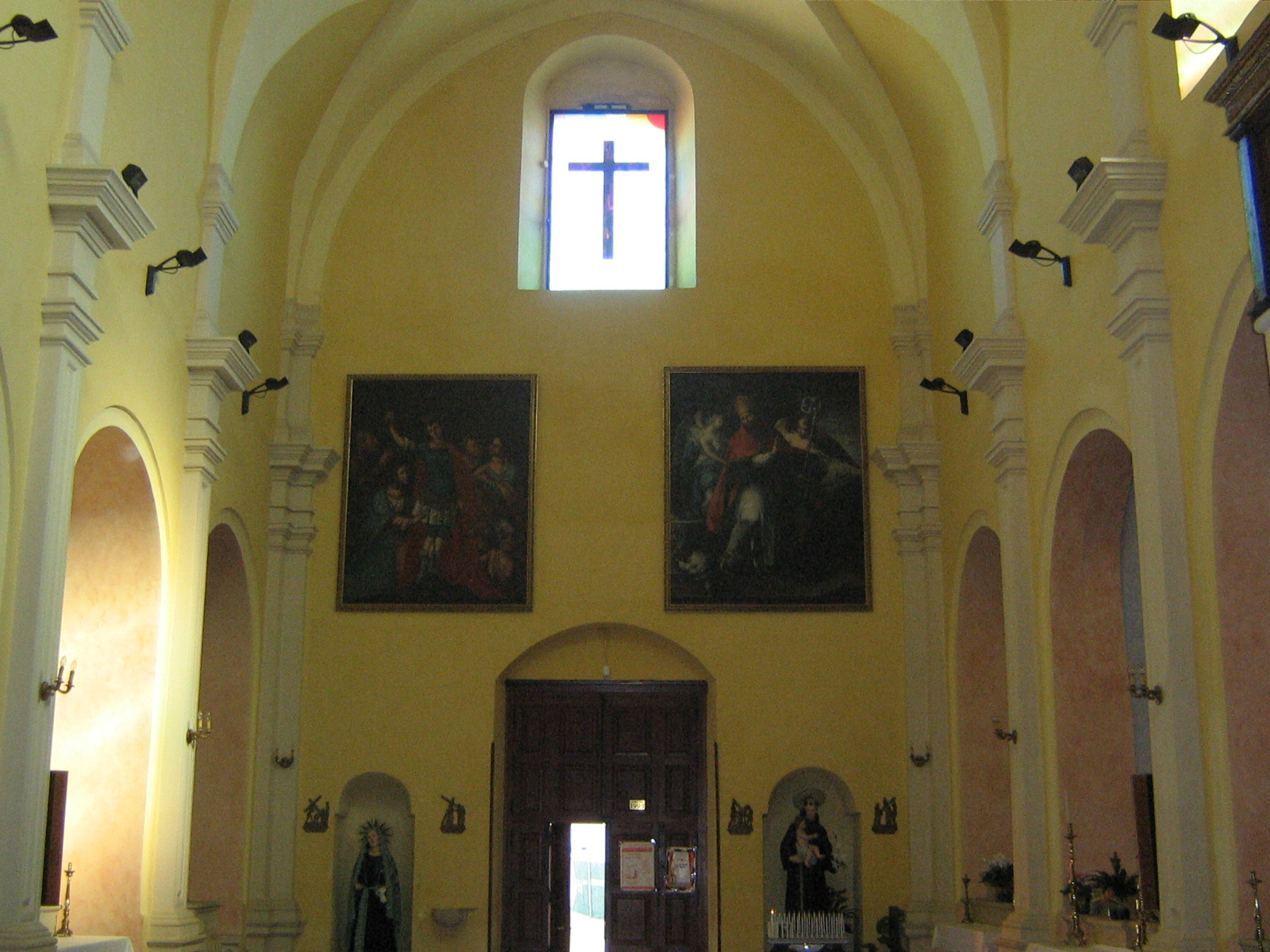
(10) Parrocchia Presentazione Beata Vergine Maria, tele sulla parete del prospetto, Montesardo
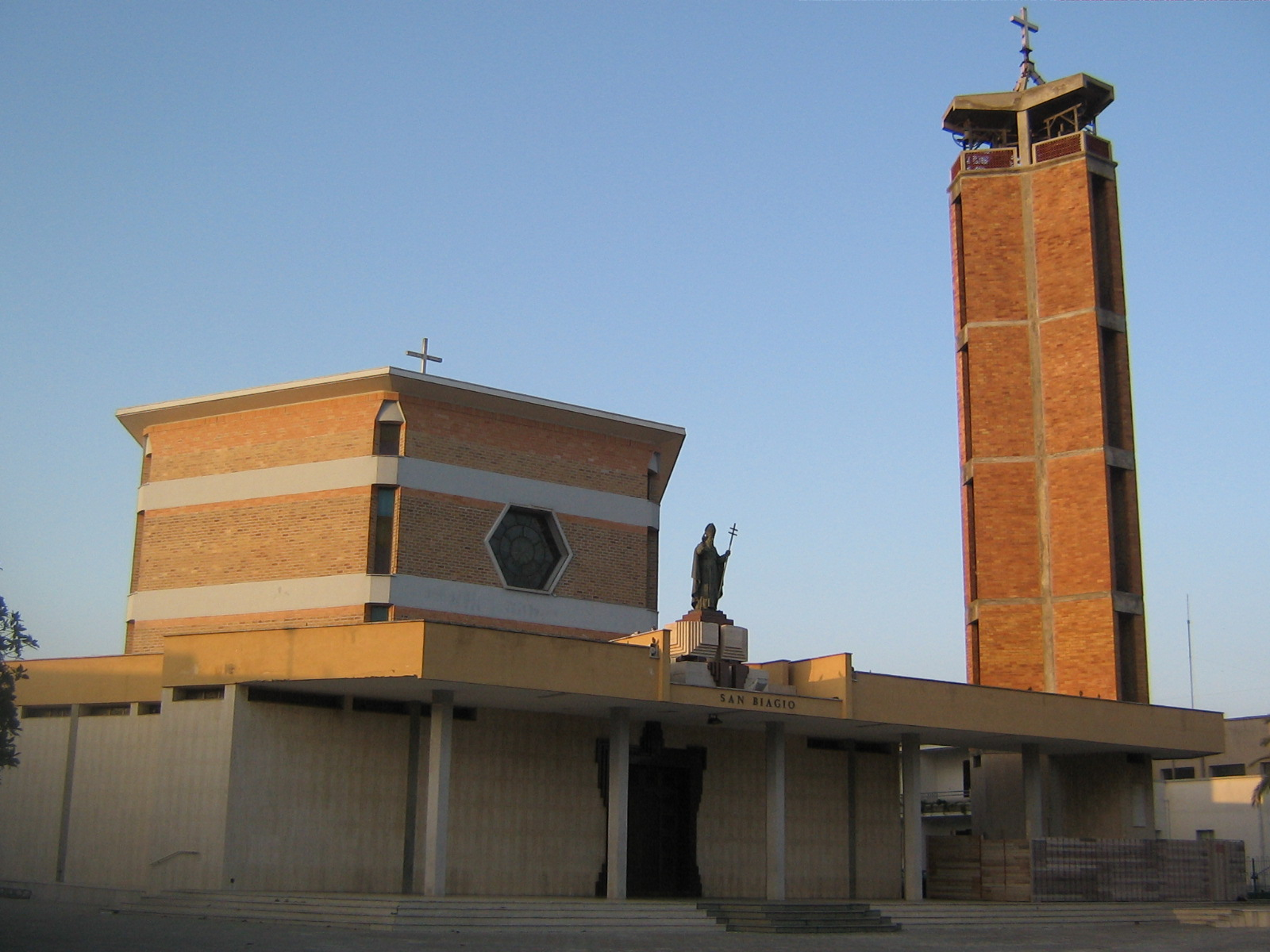
(1) Parrocchia di San Biagio, Chiesa Madre, Corsano
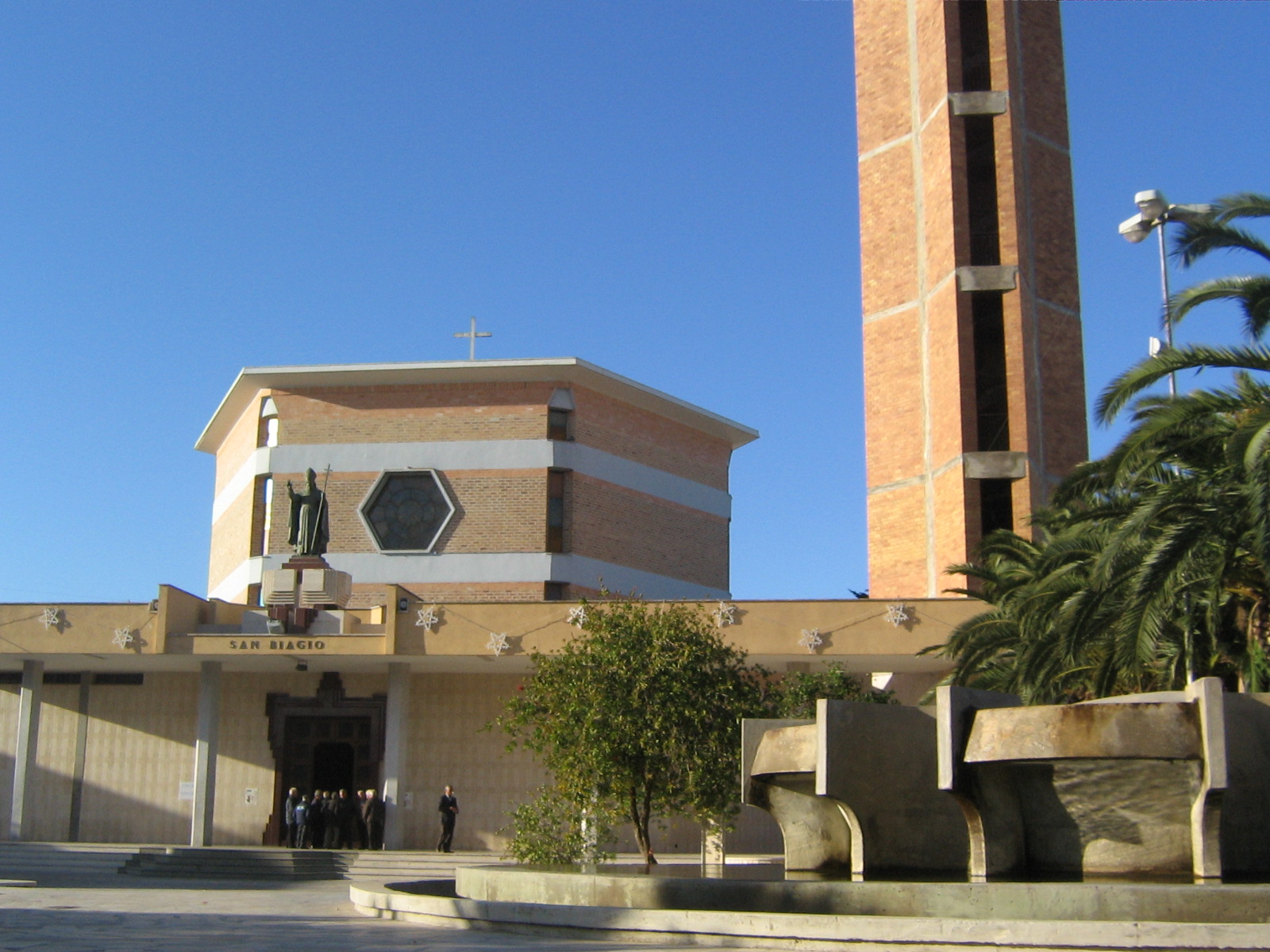
(2) Parrocchia di San Biagio, Corsano
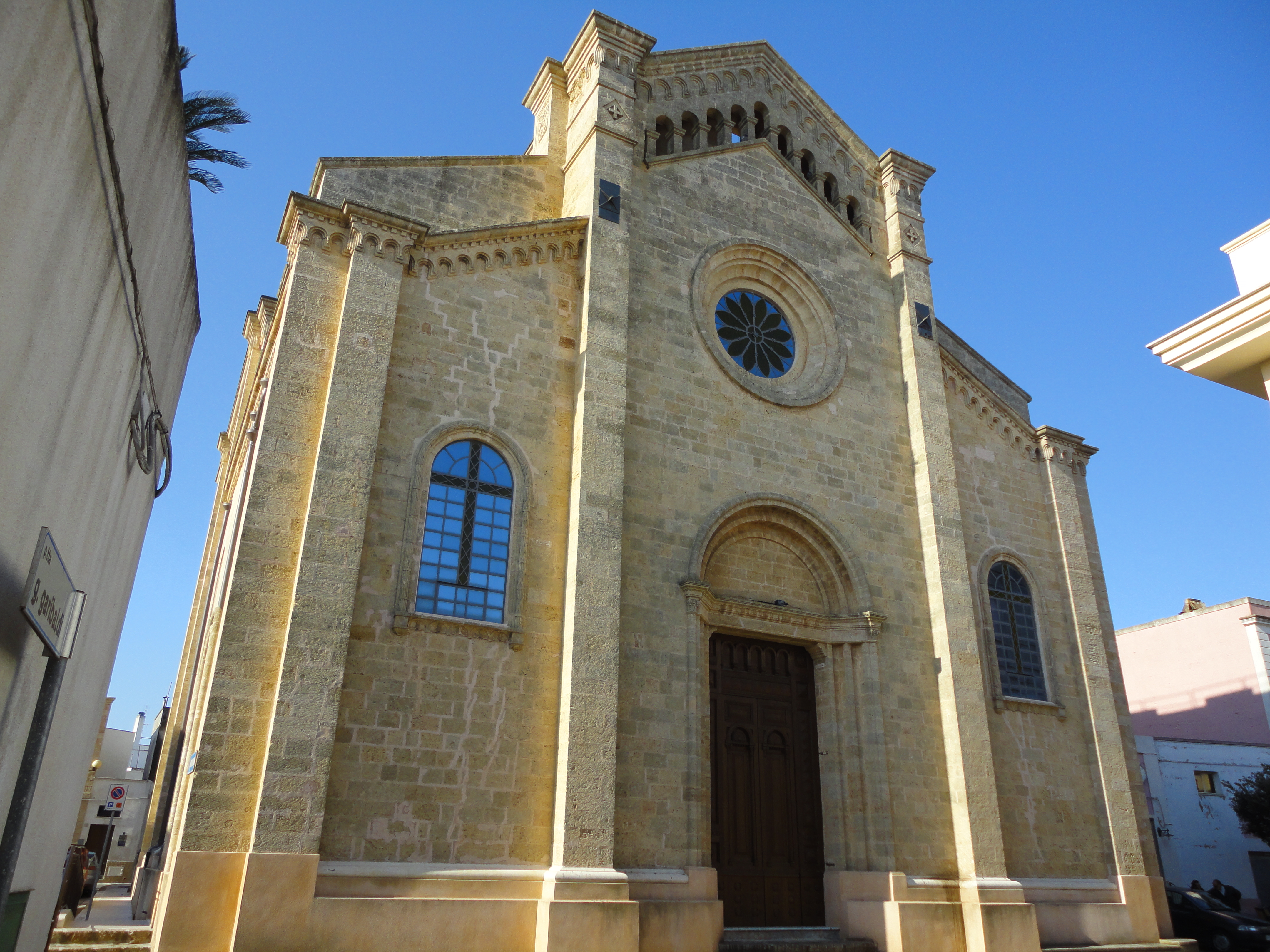
Chiesa di Santa Sofia, ex Chiesa parrocchiale, Corsano
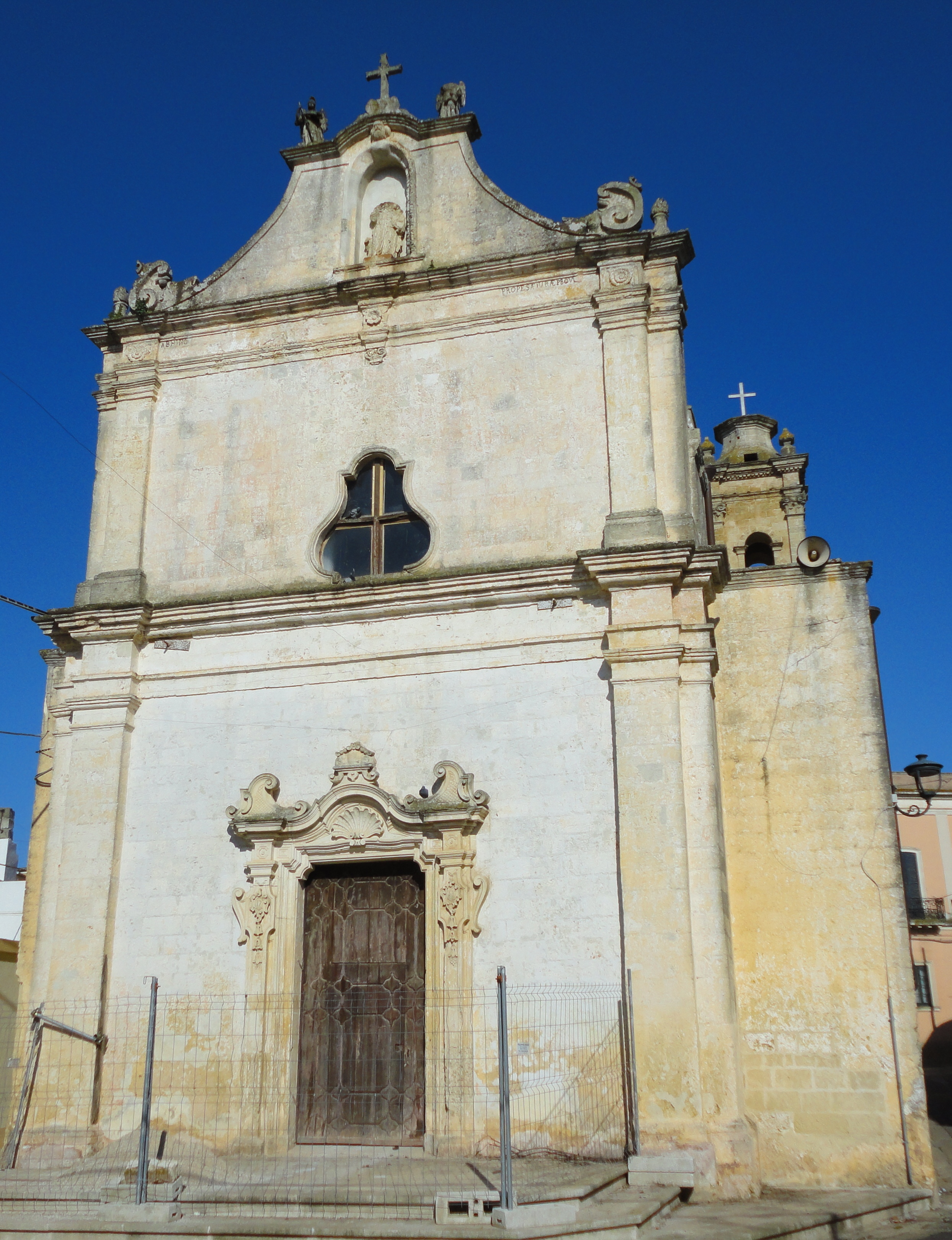
Parrocchia di Sant'Ippazio Vescovo e Martire, Chiesa Madre, Tiggiano
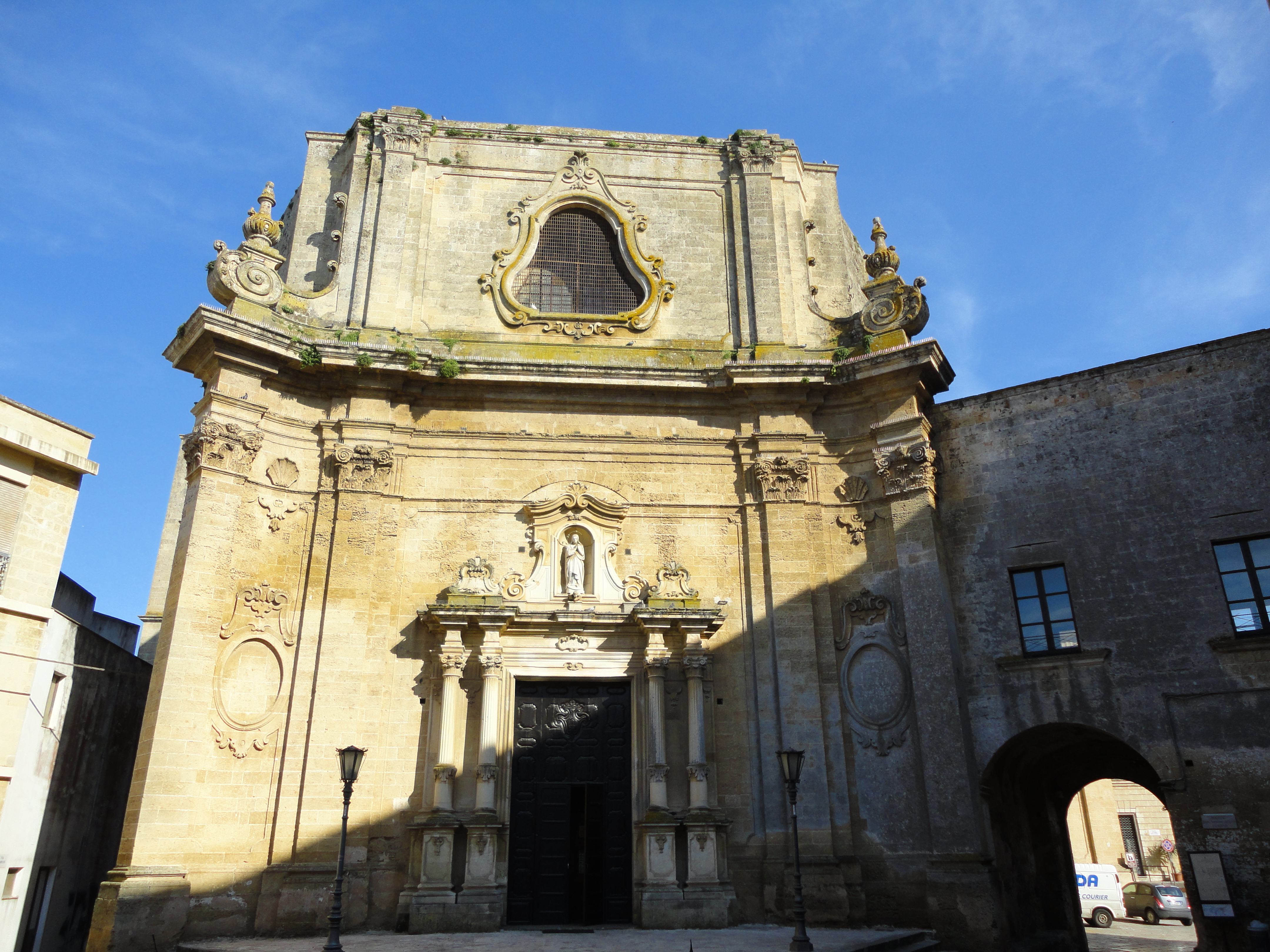
Parrocchia della Natività Beata Vergine Maria, Chiesa Madre, Tricase
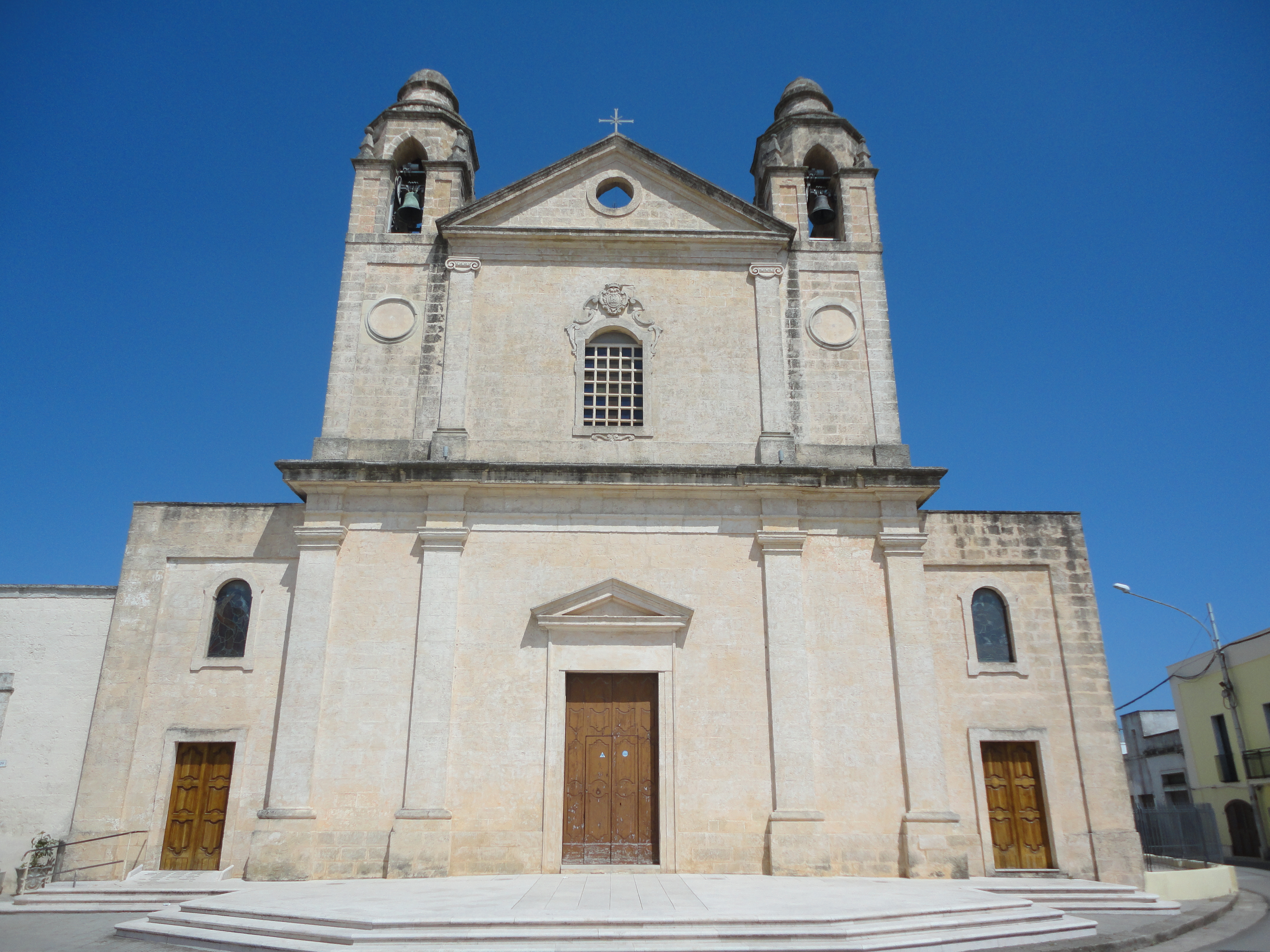
Parrocchia Sant'Antonio di Padova o Santa Maria delle, Chiesa Madre, Depressa
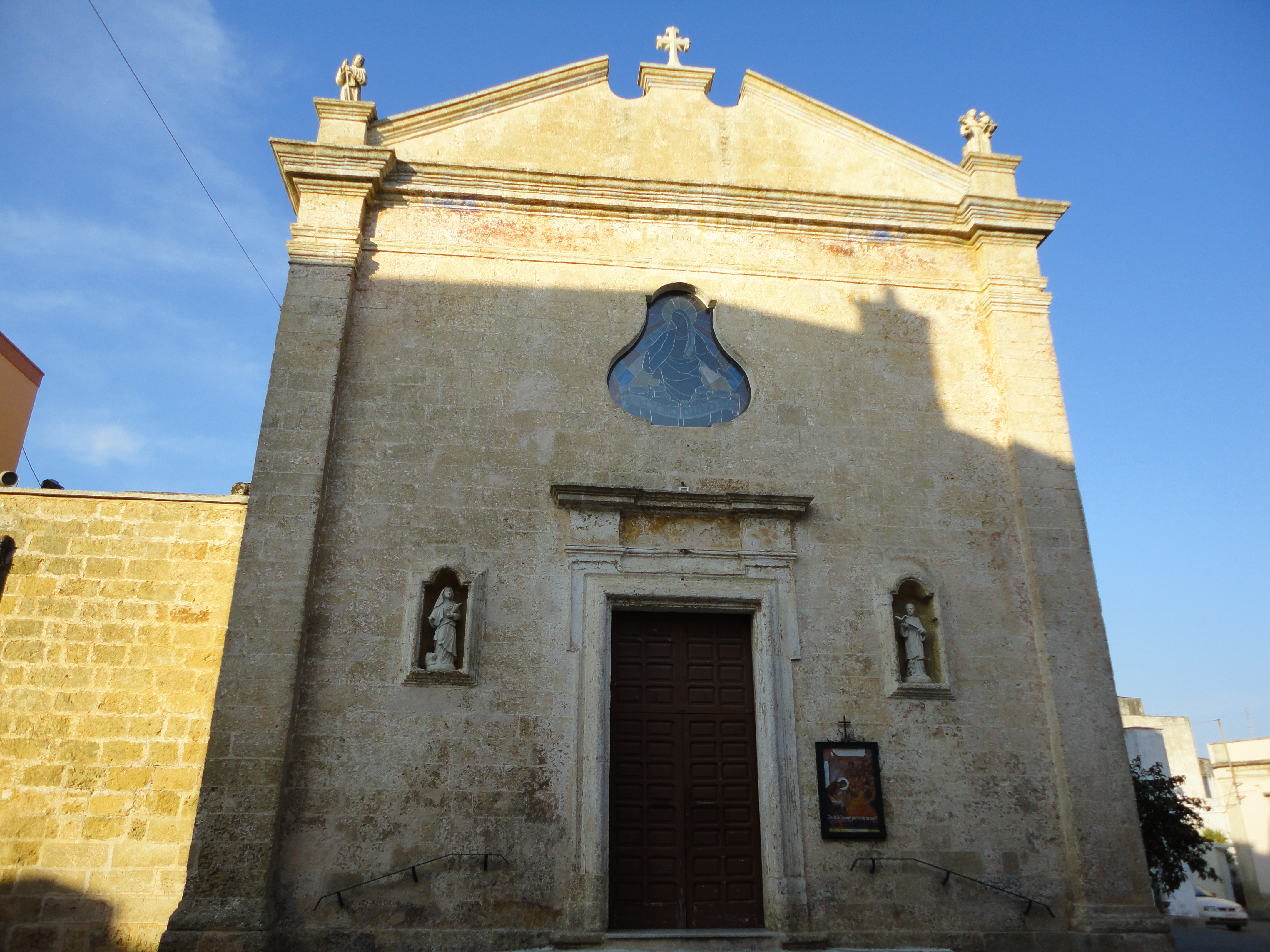
Parrocchia di Sant'Eufemia, Chiesa Madre, Sant'Eufemia
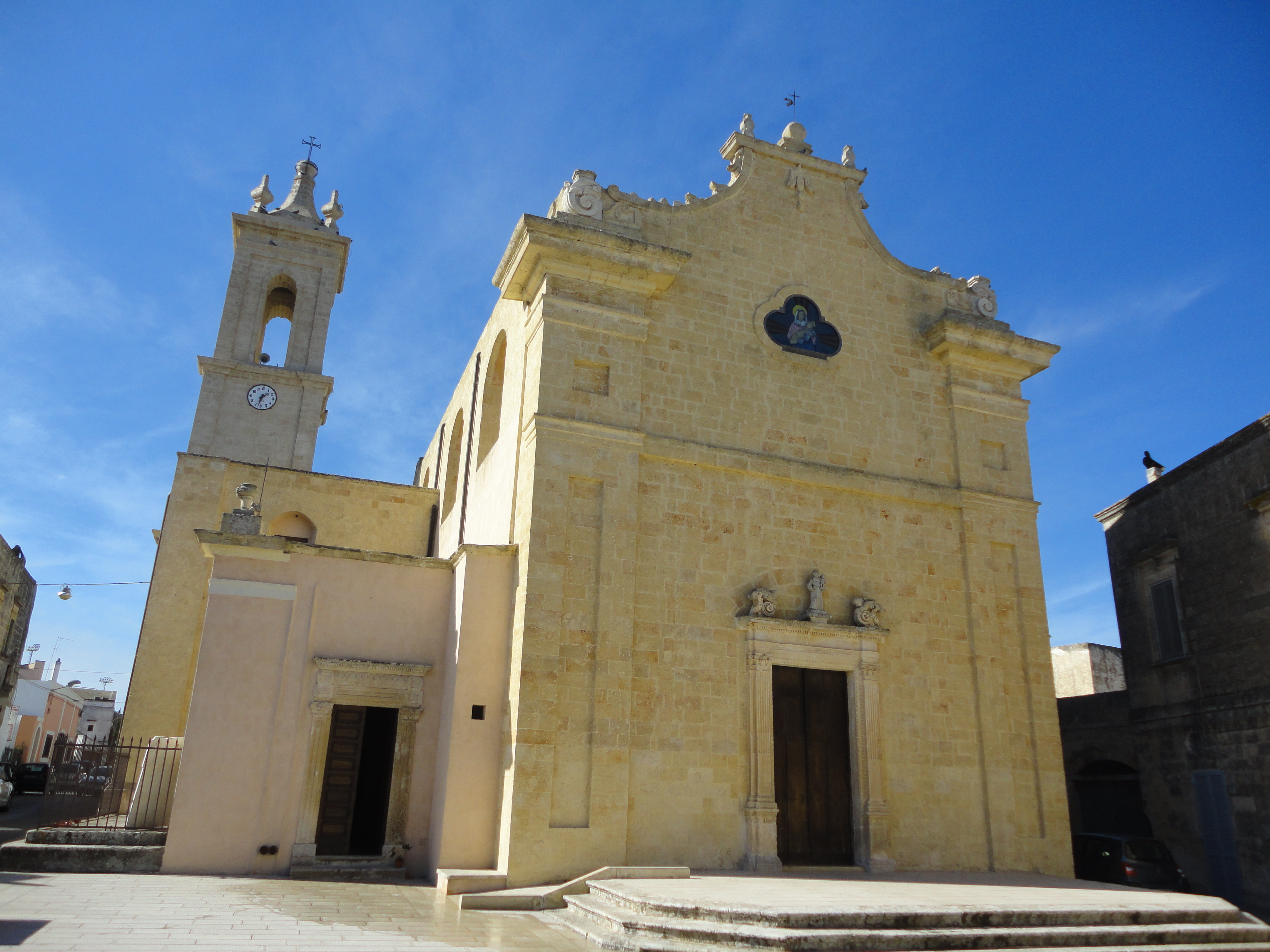
Parrocchia Santa Maria delle Grazie, Chiesa Madre, Tutino

## Forania di Leuca
| Località                                    | Parrocchia                               | Popolazione | Sito web |
| ------------------------------------------- | ---------------------------------------- | ----------- | -------- |
| Castrignano del Capo                        | San Michele Arcangelo                    | 3.090       |          |
| Giuliano di Lecce (Castrignano del Capo)    | San Giovanni Crisostomo                  | 800         |          |
| Santa Maria di Leuca (Castrignano del Capo) | Annunciazione di Maria Vergine, basilica | 45          |          |
| Santa Maria di Leuca                        | Cristo Re, Leuca Marina                  | 1.205       |          |
| Salignano (Castrignano del Capo)            | Sant'Andrea Apostolo                     | 642         |          |
| Gagliano del Capo                           | San Rocco Confessore                     | 4.100       |          |
| Arigliano (Gagliano del Capo)               | San Vincenzo                             | 929         |          |
| San Dana (Gagliano del Capo)                | San Dana                                 | 160         |          |
| Morciano di Leuca                           | San Giovanni Elemosiniere                | 2.471       |          |
| Barbarano del Capo (Morciano di Leuca)      | San Lorenzo Martire                      | 913         |          |
| Patù                                        | San Michele Arcangelo                    | 1.740       |          |

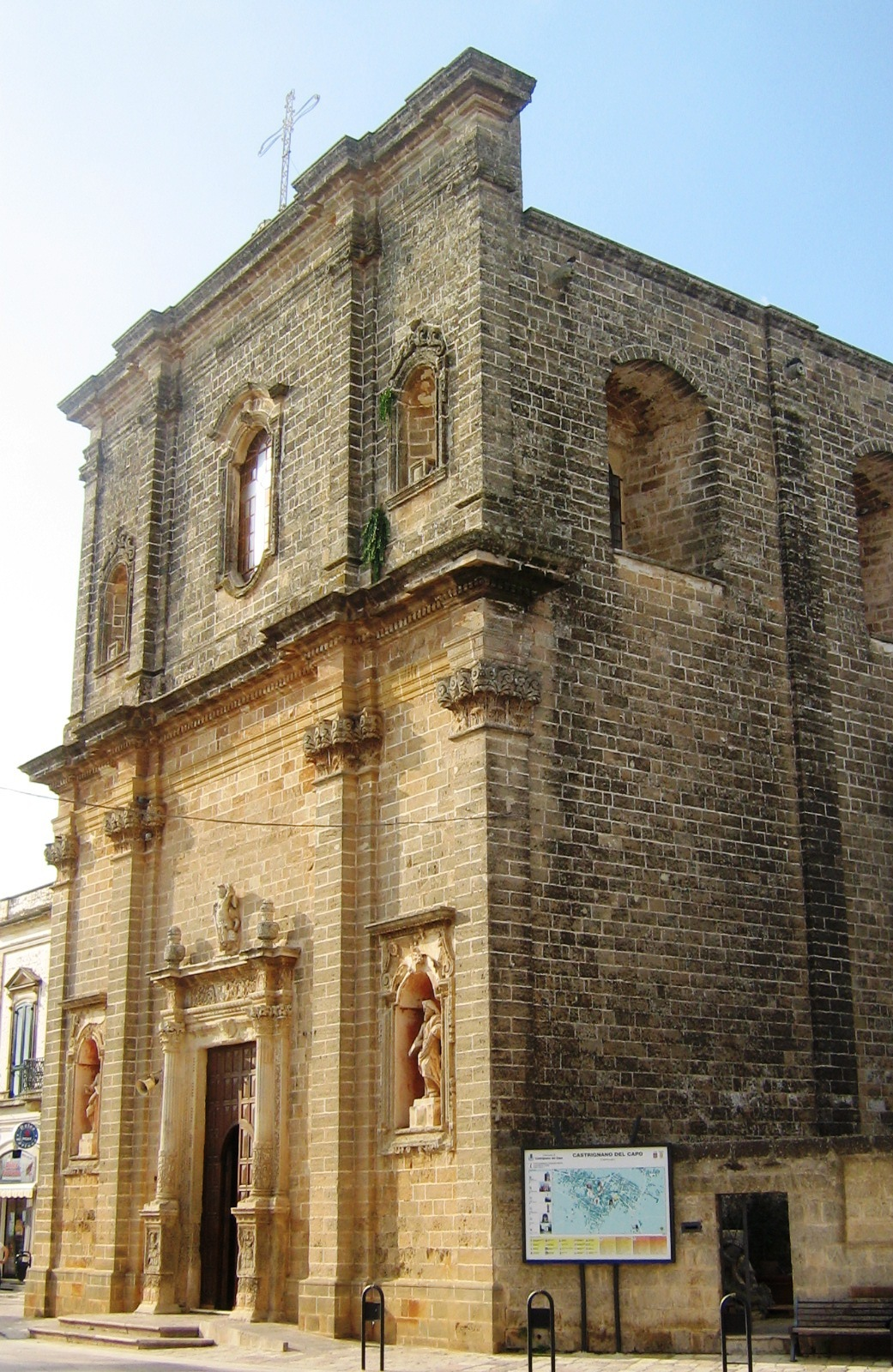
Parrocchia di San Michele Arcangelo, Chiesa Madre, Castrignano del Capo
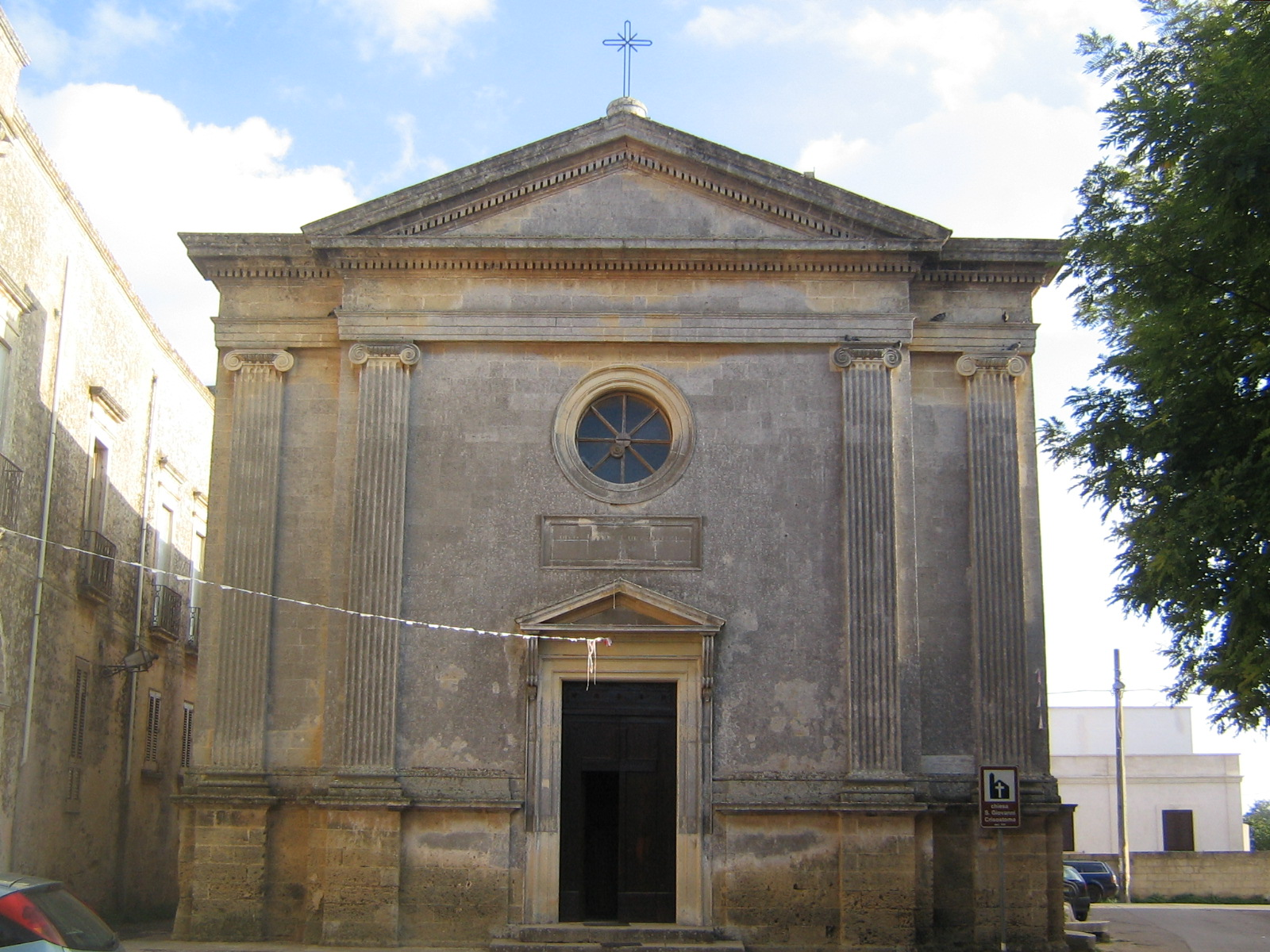
Parrocchia di San Giovanni, Chiesa Madre, Giuliano di Lecce
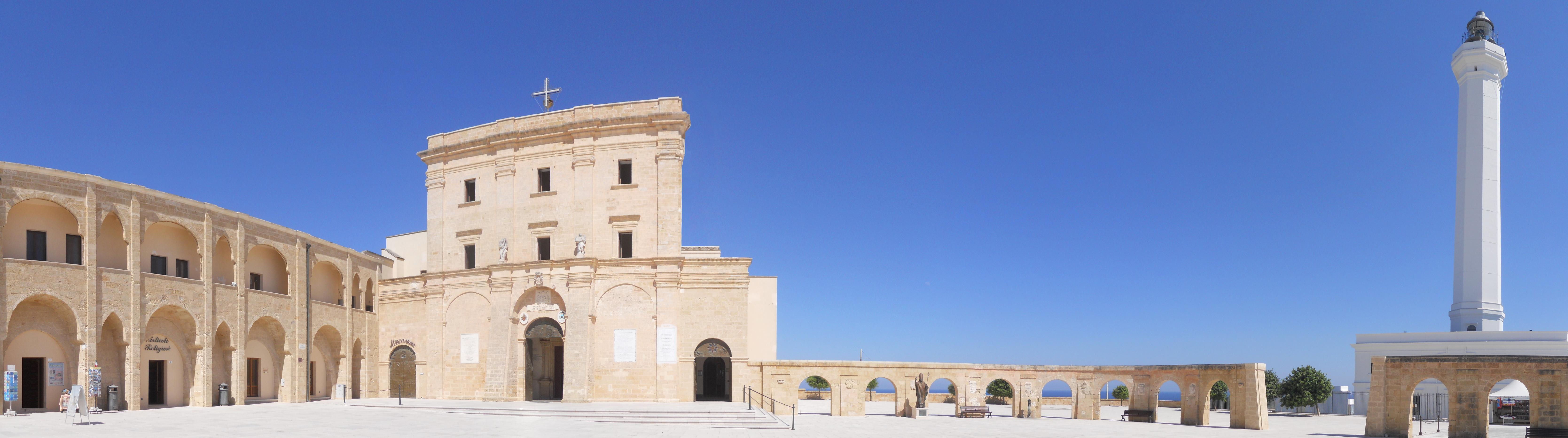
Parrocchia-Basilica di Santa Maria di Leuca, primo piano, Santa Maria di Leuca
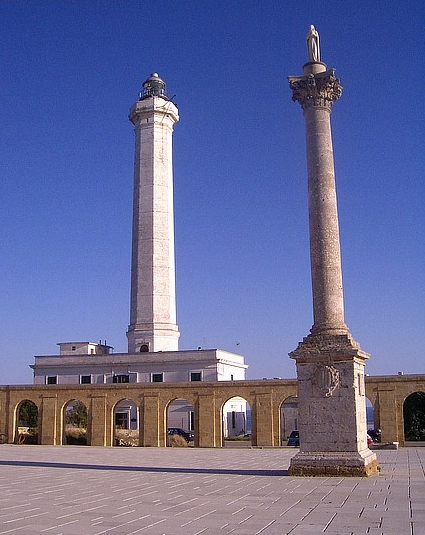
Colonna Beata Vergine, Santa Maria di Leuca
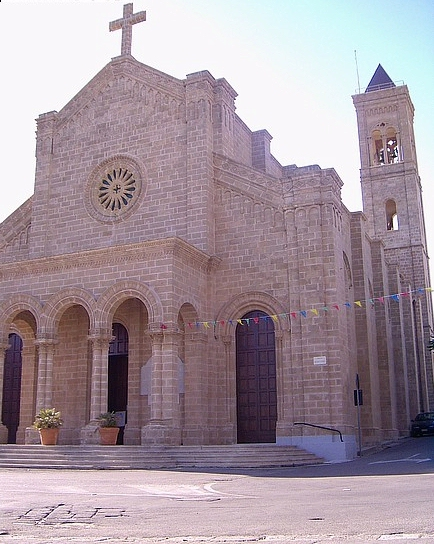
Parrocchia di Cristo Re, Leuca Marina
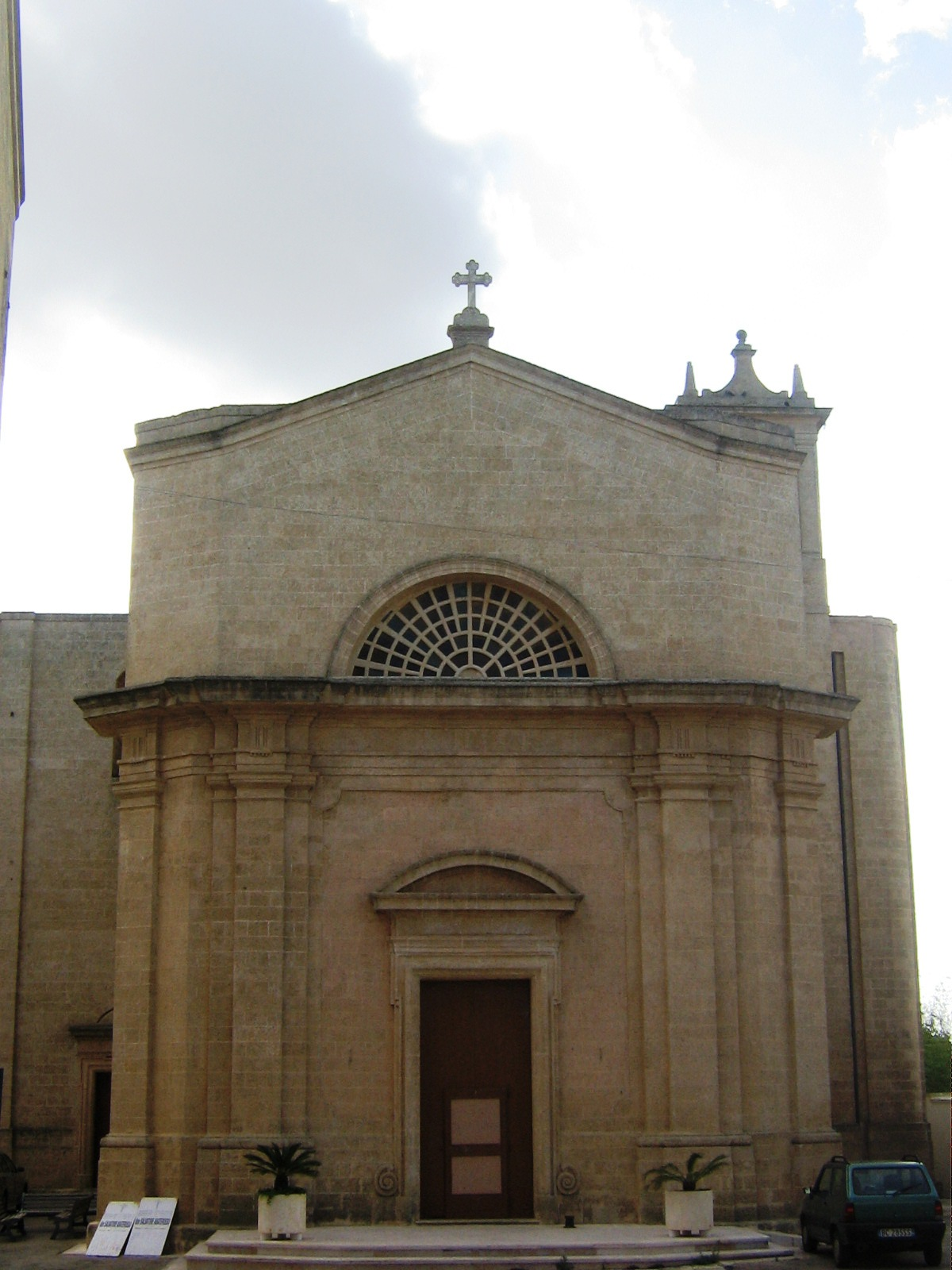
(1) Parrocchia di Sant'Andrea Apostolo, Chiesa Madre, Salignano
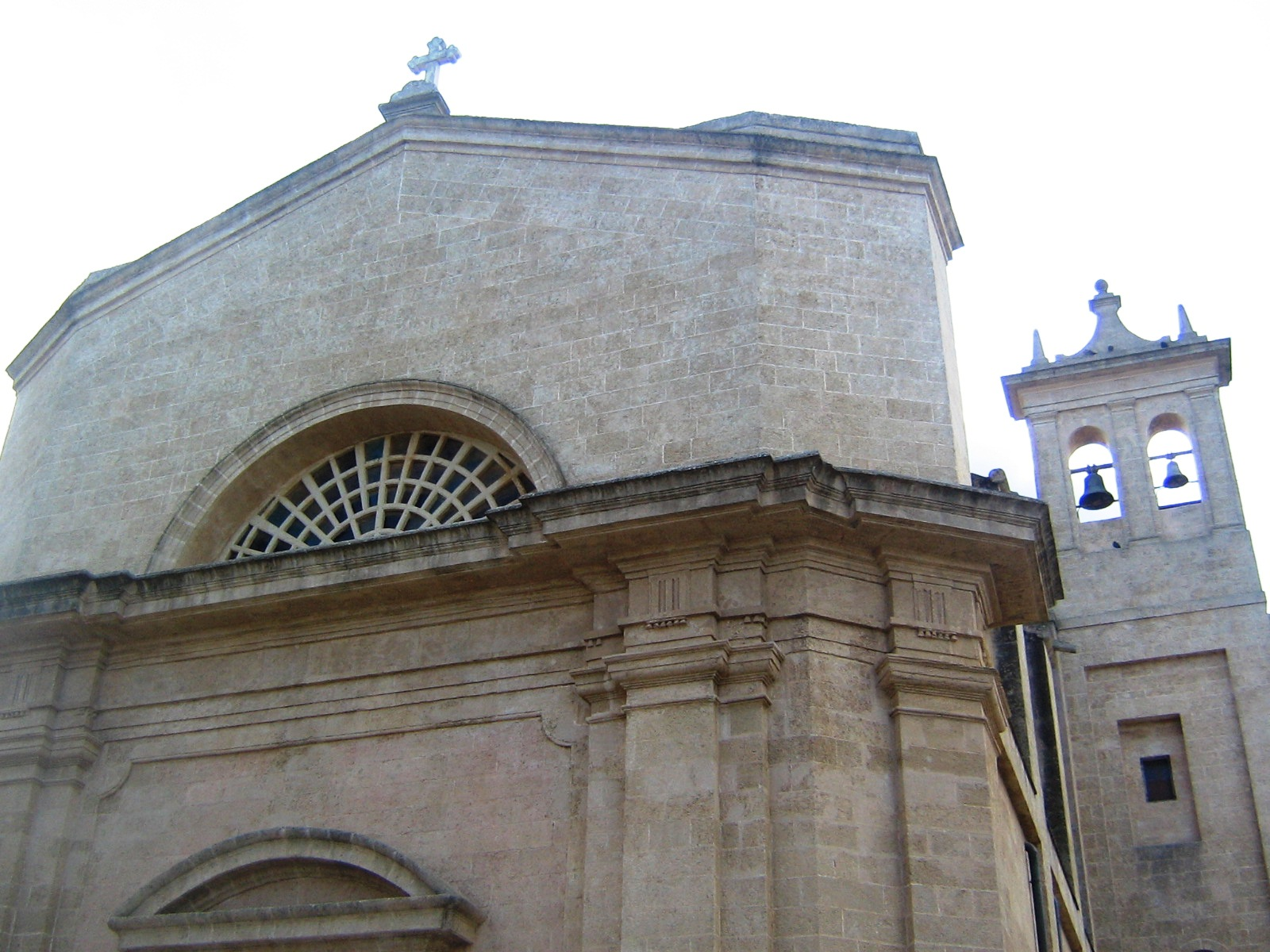
(2) Parrocchia di Sant'Andrea Apostolo, particolare, Salignano
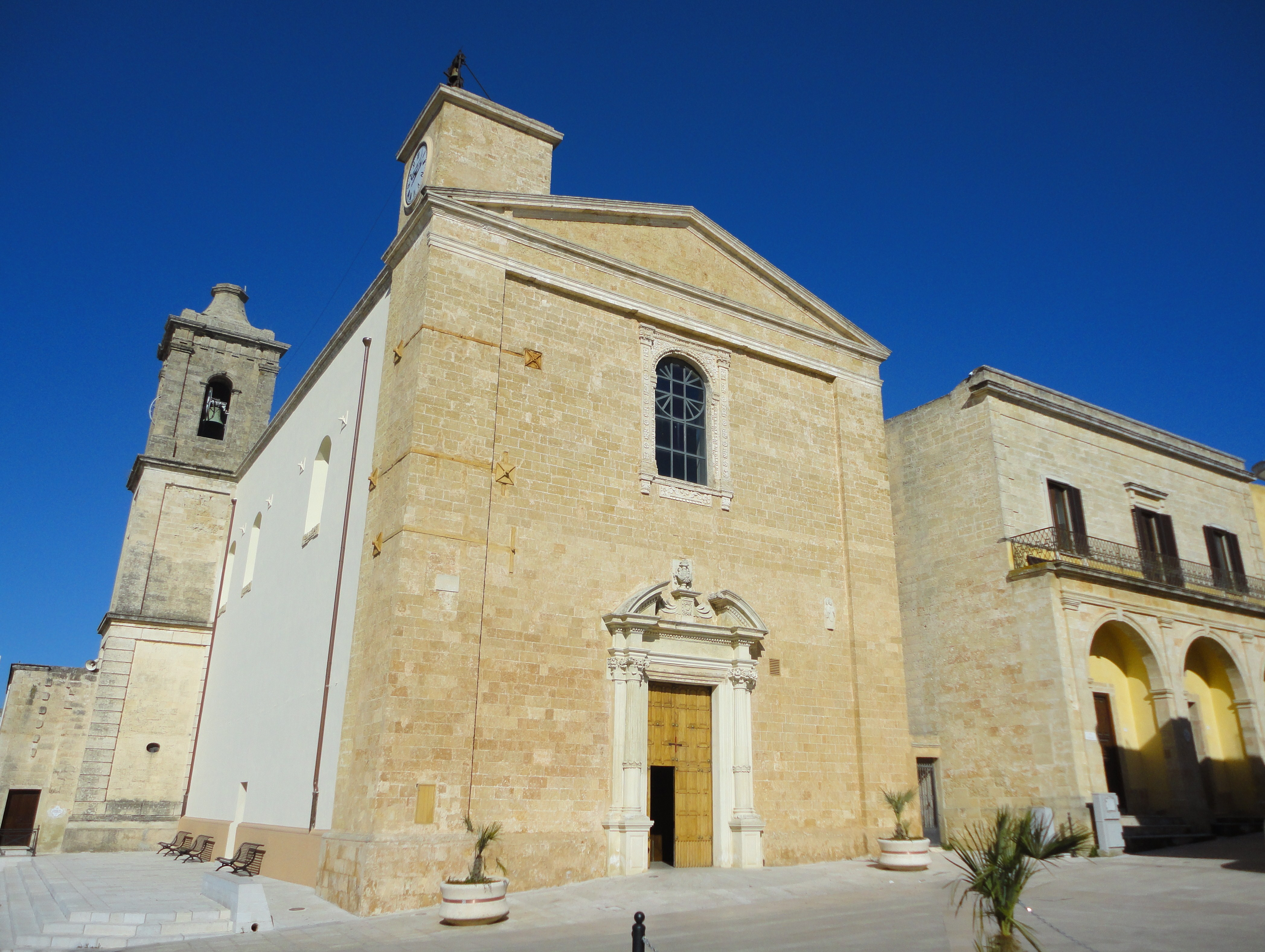
(1) Parrocchia di San Rocco Confessore, Chiesa Madre, Gagliano del Capo
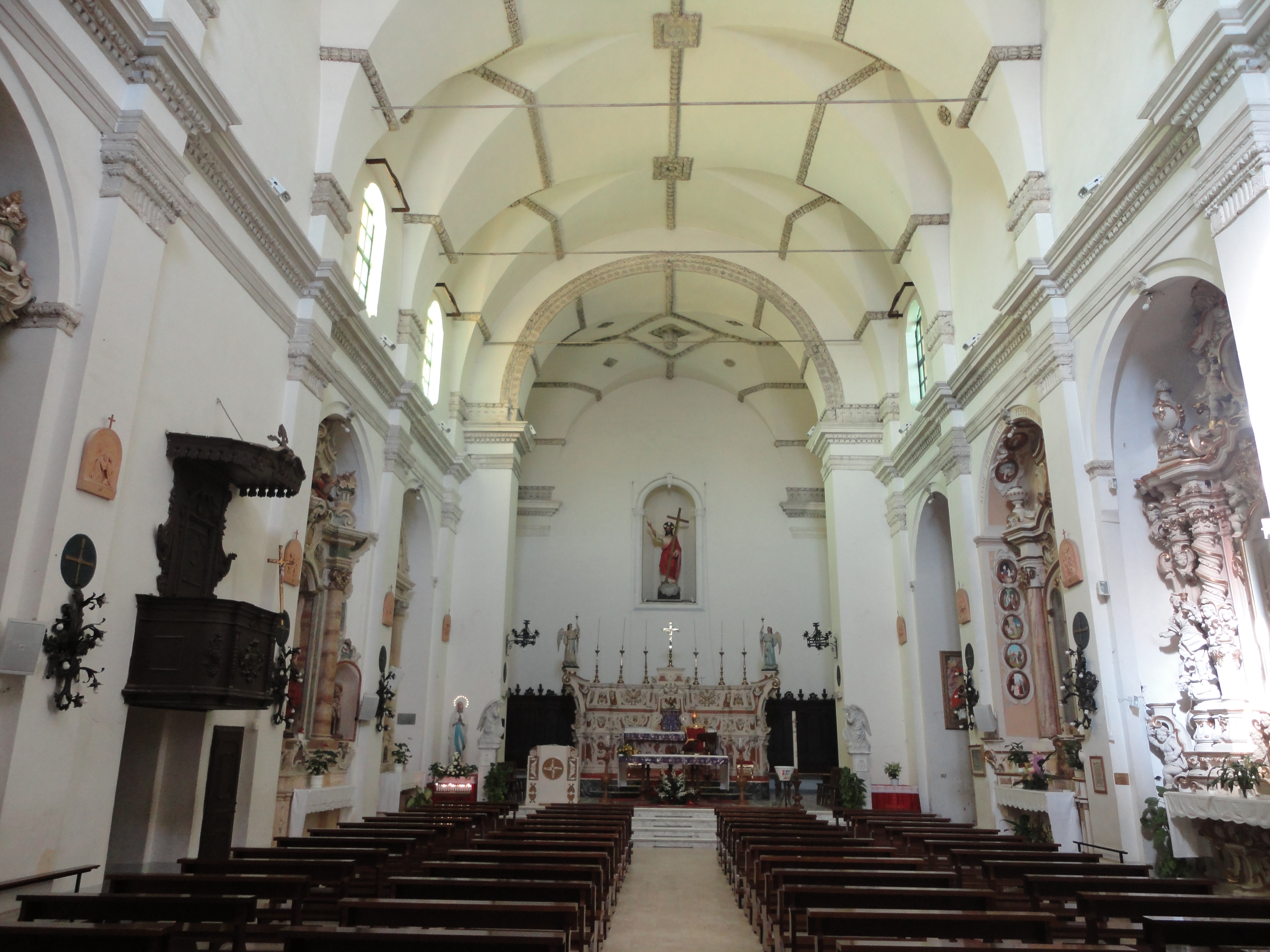
(2) Parrocchia di San Rocco Confessore, interno, Gagliano del Capo
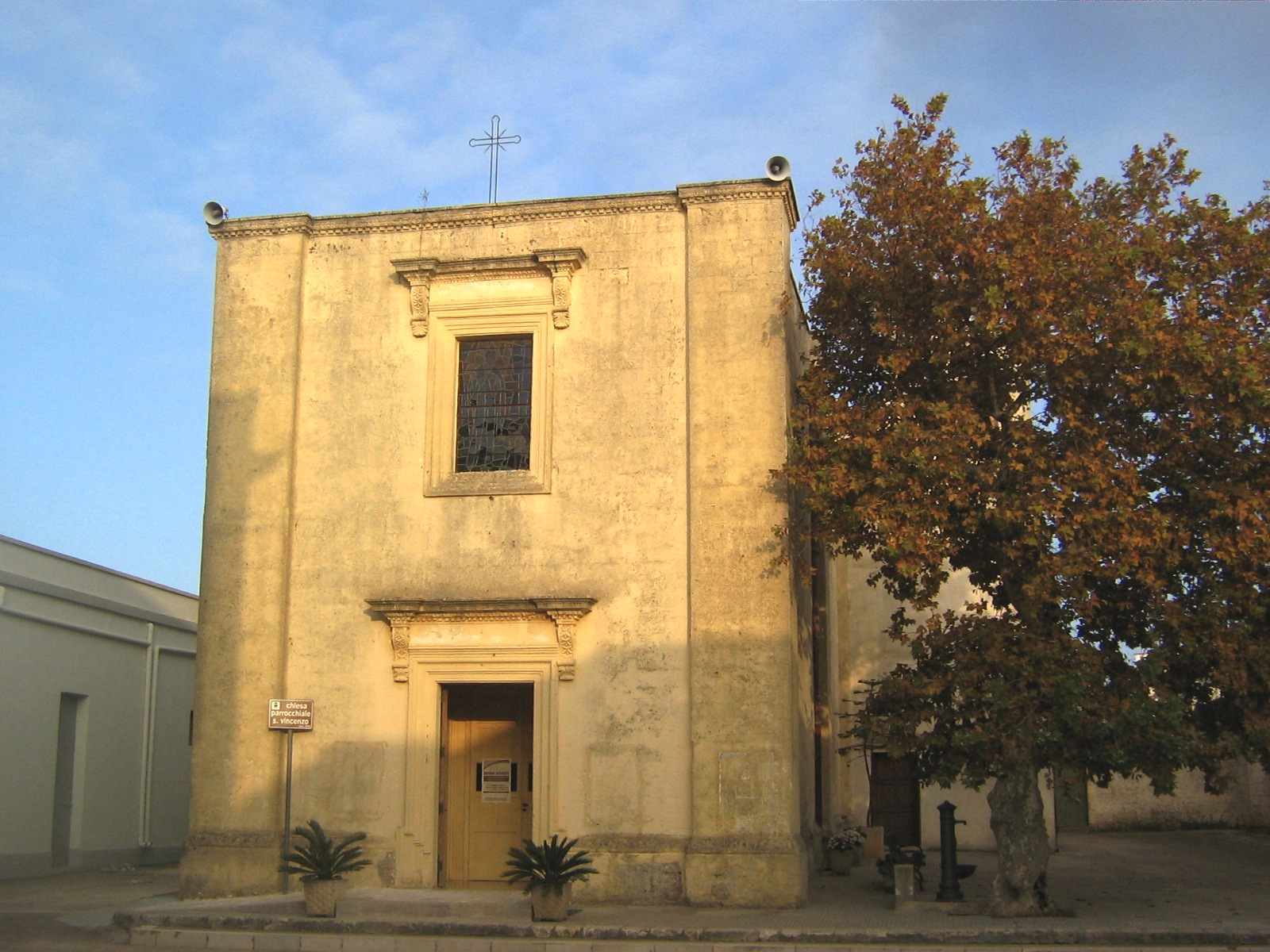
Parrocchia di San Vincenzo, Chiesa Madre, Arigliano
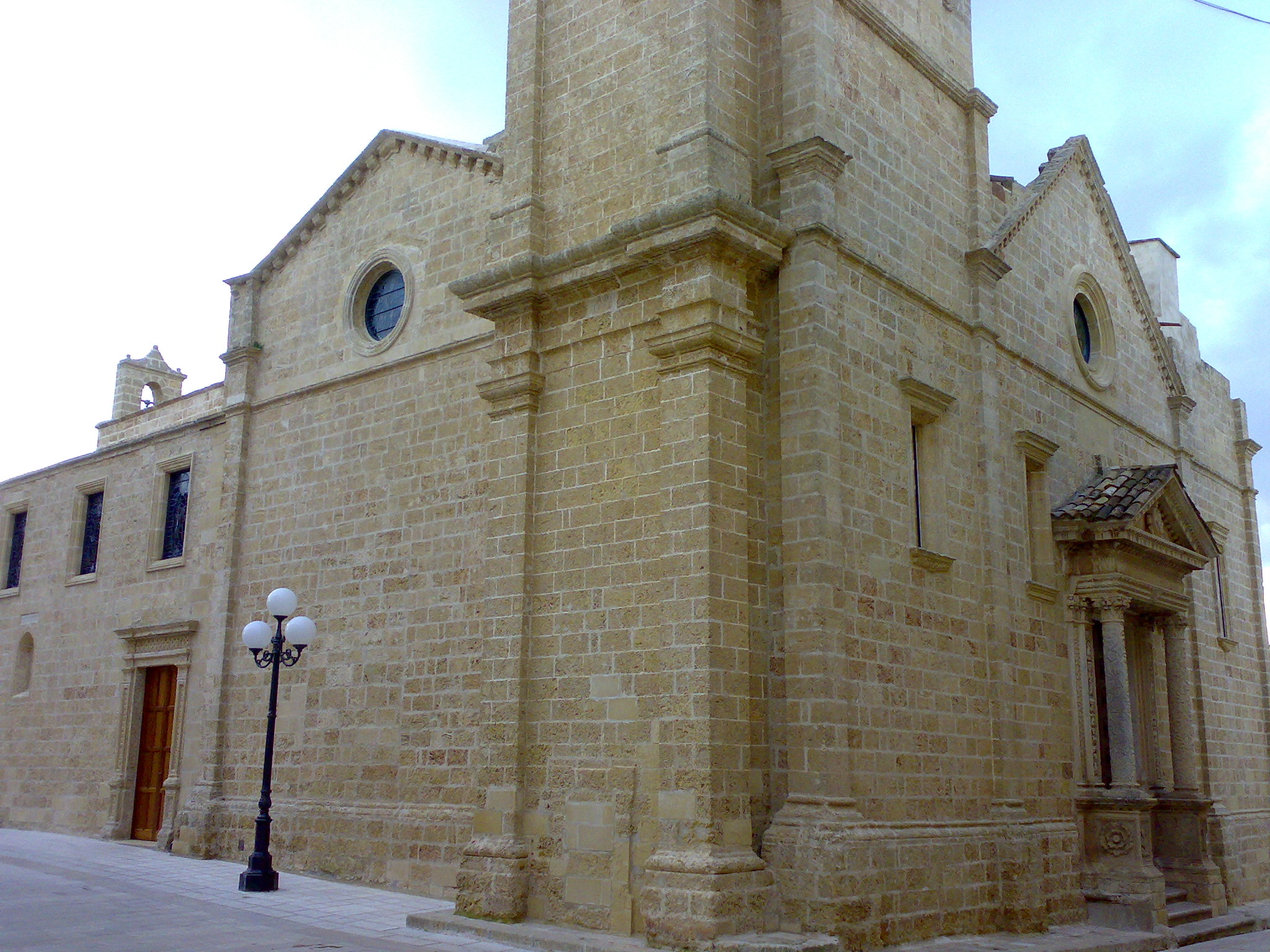
Parrocchia di San Giovanni Elemosiniere, Chiesa Madre, Morciano di Leuca
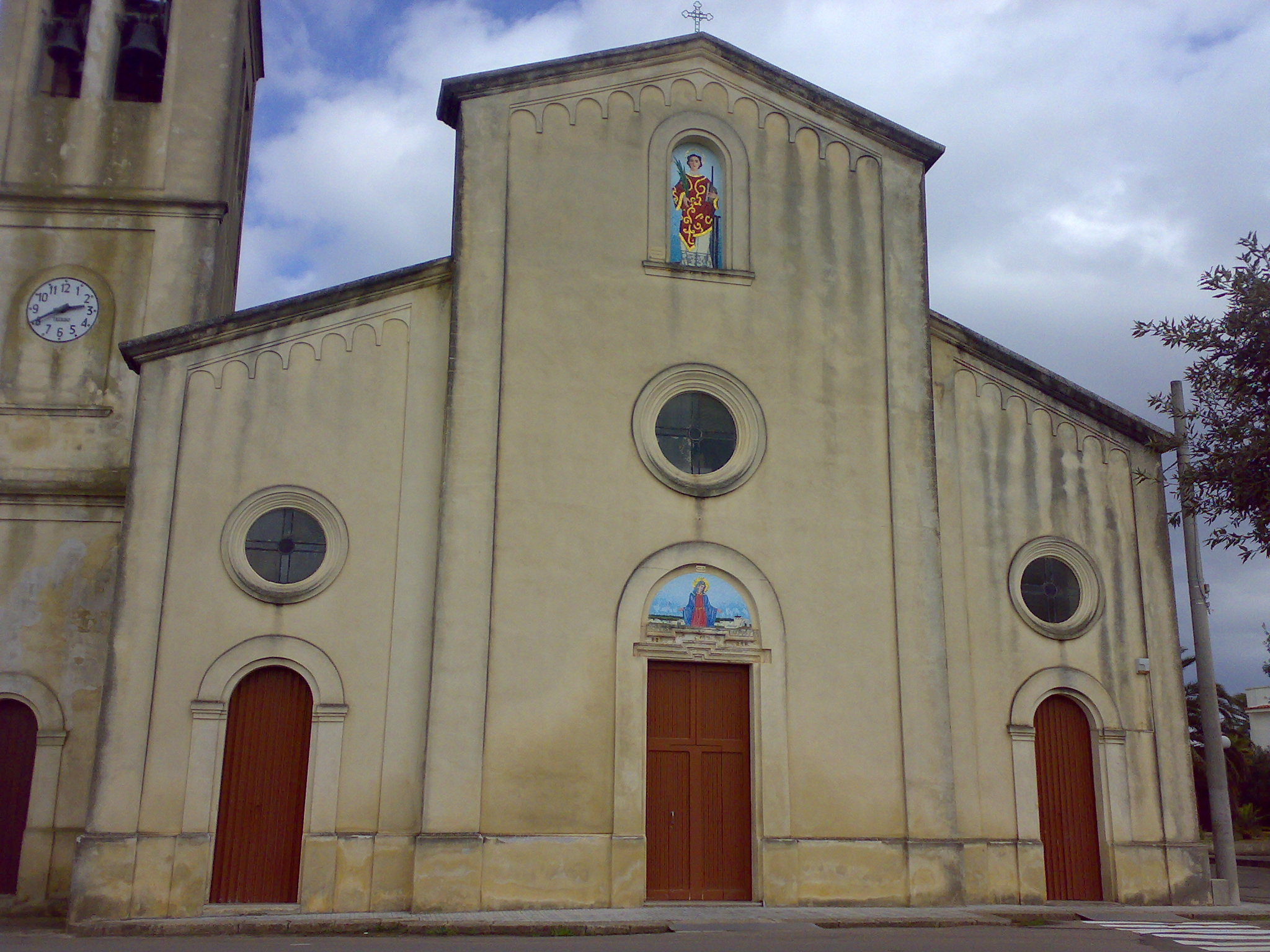
Parrocchia di San Lorenzo Martire, Chiesa Madre, Barbarano del Capo
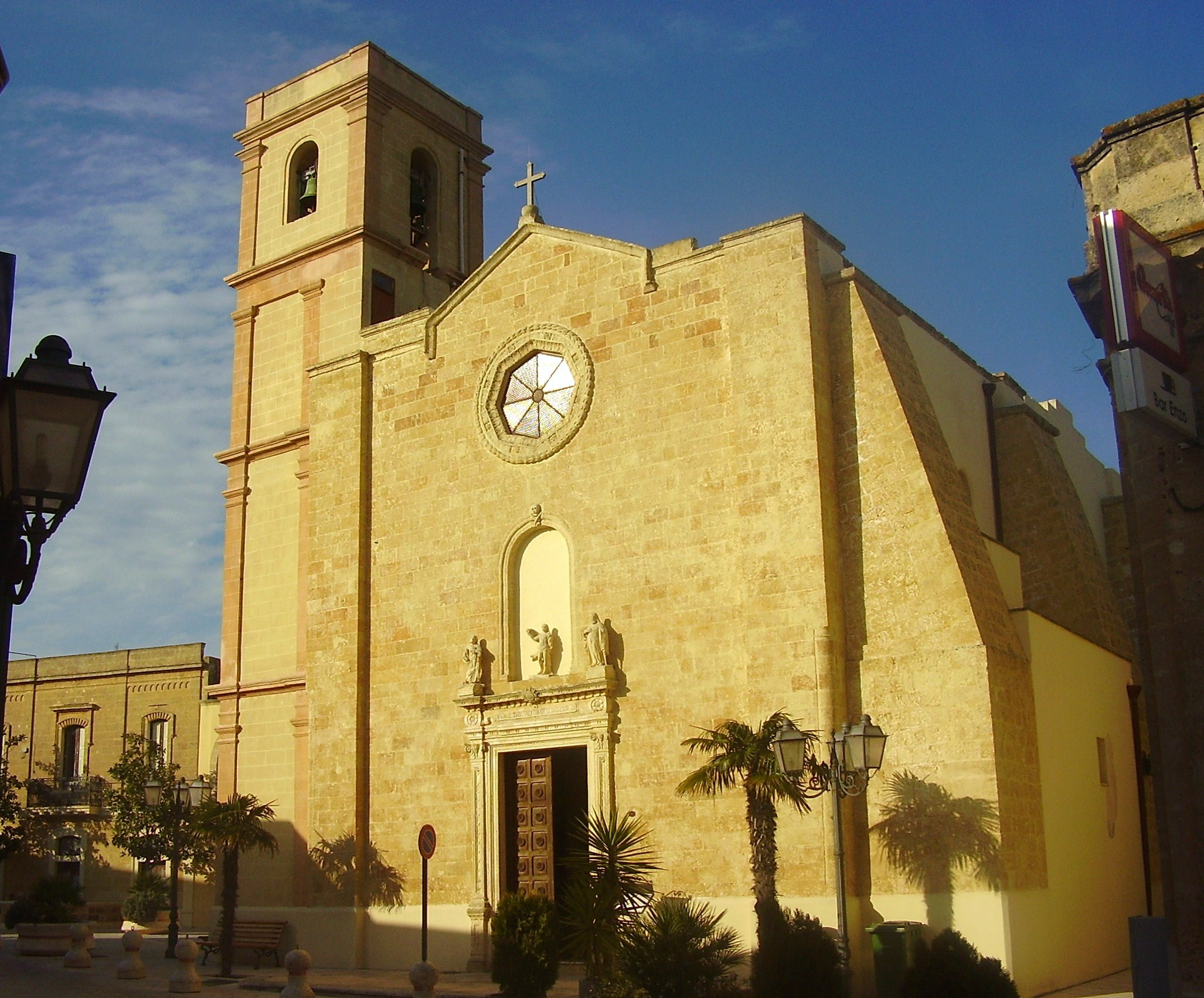
Parrocchia di San Michele Arcangelo, Chiesa Madre, Patù

## Forania di Taurisano
| Località              | Parrocchia                                    | Popolazione | Sito web |
| --------------------- | --------------------------------------------- | ----------- | -------- |
| Montesano Salentino   | Maria Santissima Immacolata                   | 2.730       |          |
| Miggiano              | San Vincenzo                                  | 3.713       |          |
| Ruffano               | Natività Beata Vergine Maria                  | 5.004       |          |
| Ruffano               | San Francesco d'Assisi                        | 5.400       |          |
| Torrepaduli (Ruffano) | Maria Santissima Immacolata                   | 1.250       |          |
| Supersano             | San Michele Arcangelo                         | 4.464       |          |
| Taurisano             | Maria Santissima Ausiliatrice                 | 4.000       |          |
| Taurisano             | Santissimi Apostoli Pietro e Paolo            | 3.500       |          |
| Taurisano             | Santissimi Giovanni Battista e Maria Goretti  | 6.698       |          |
| Taurisano             | Trasfigurazione di Nostro Signore Gesù Cristo | 4.000       |          |

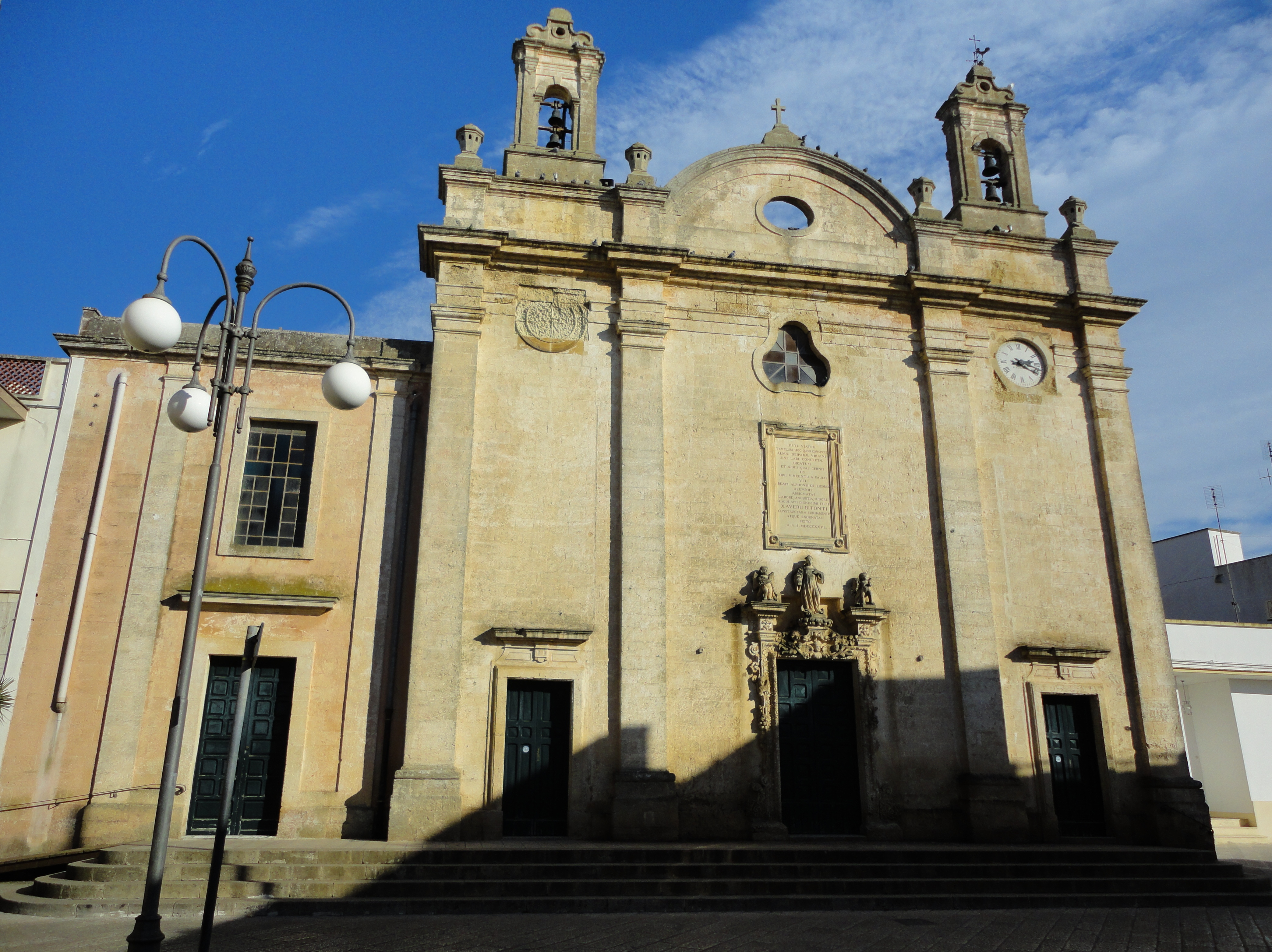
Parrocchia Maria Santissima Immacolata, Chiesa Madre, Montesano Salentino
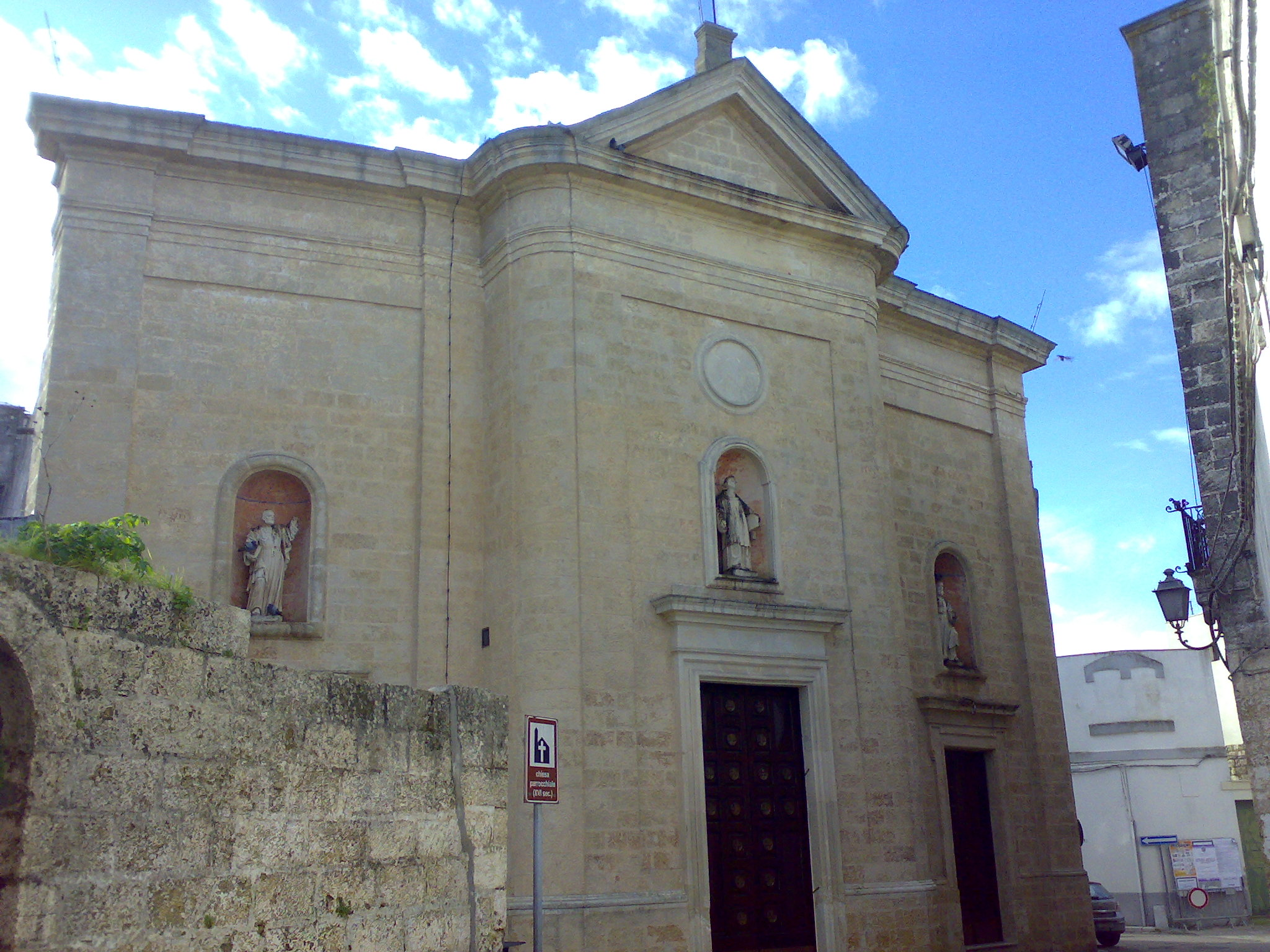
Parrocchia San Vincenzo, Chiesa Madre, Miggiano
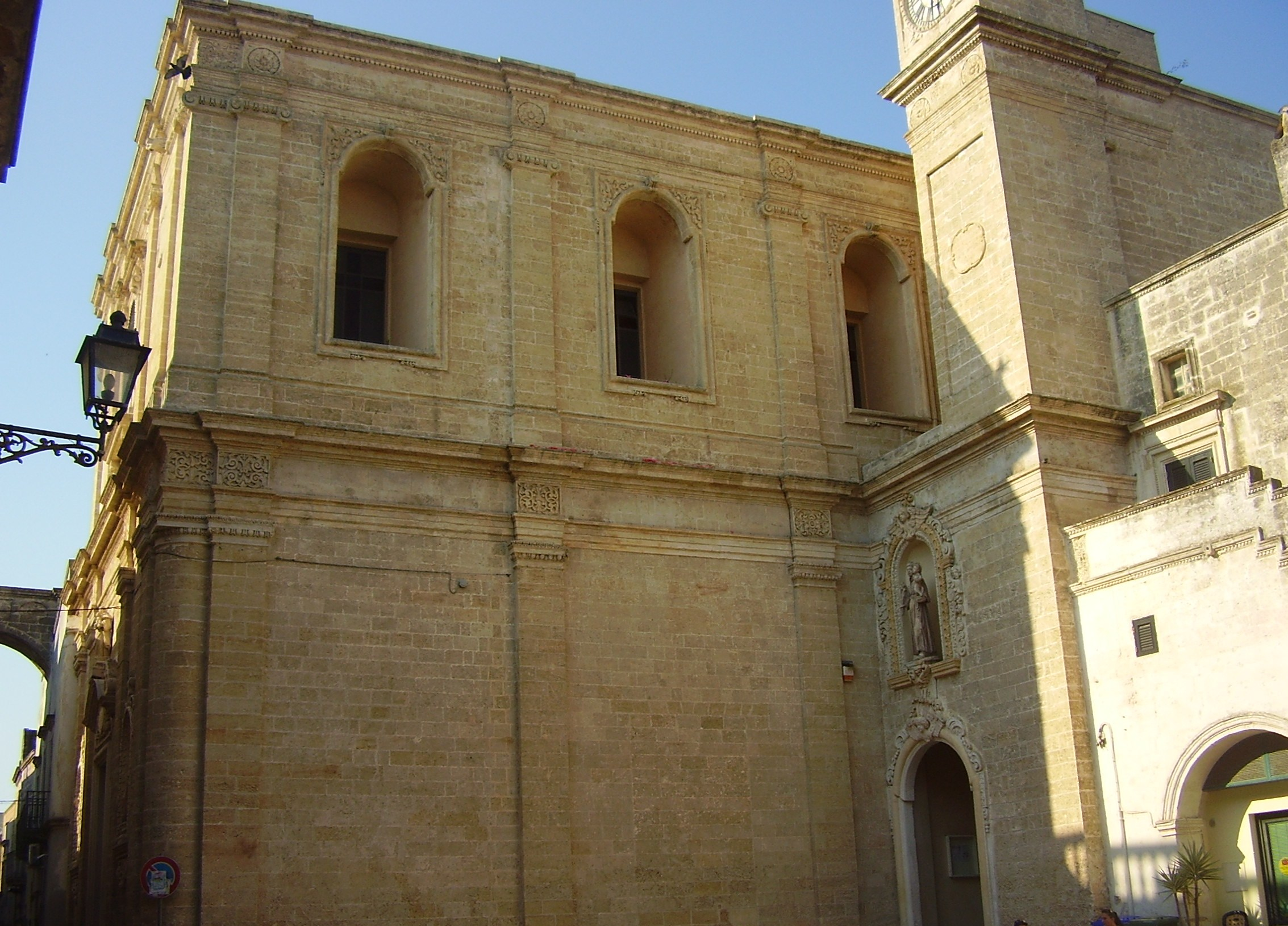
Parrocchia della Natività, Chiesa Madre, Ruffano
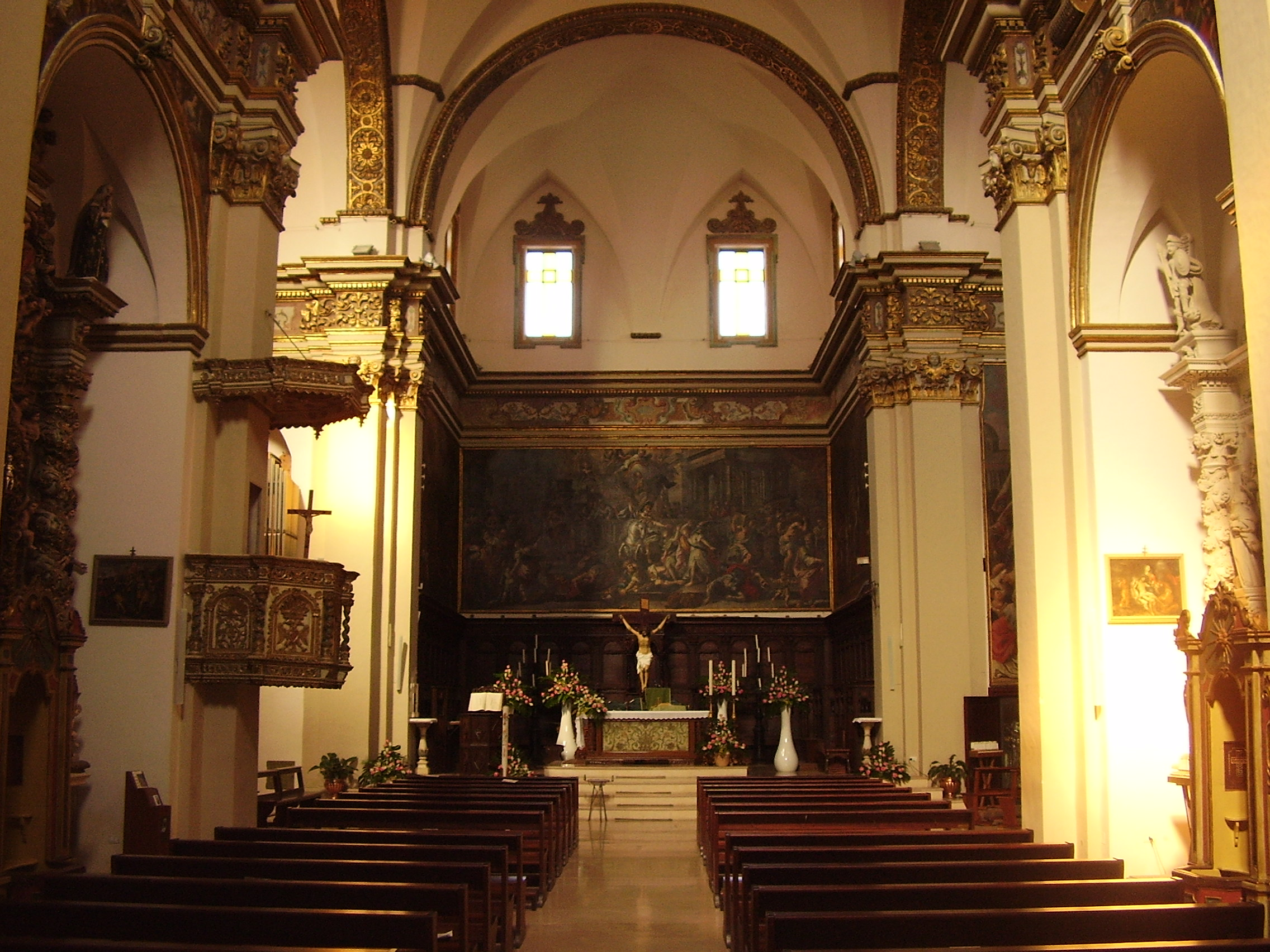
Parrocchia della Natività, interno, Ruffano
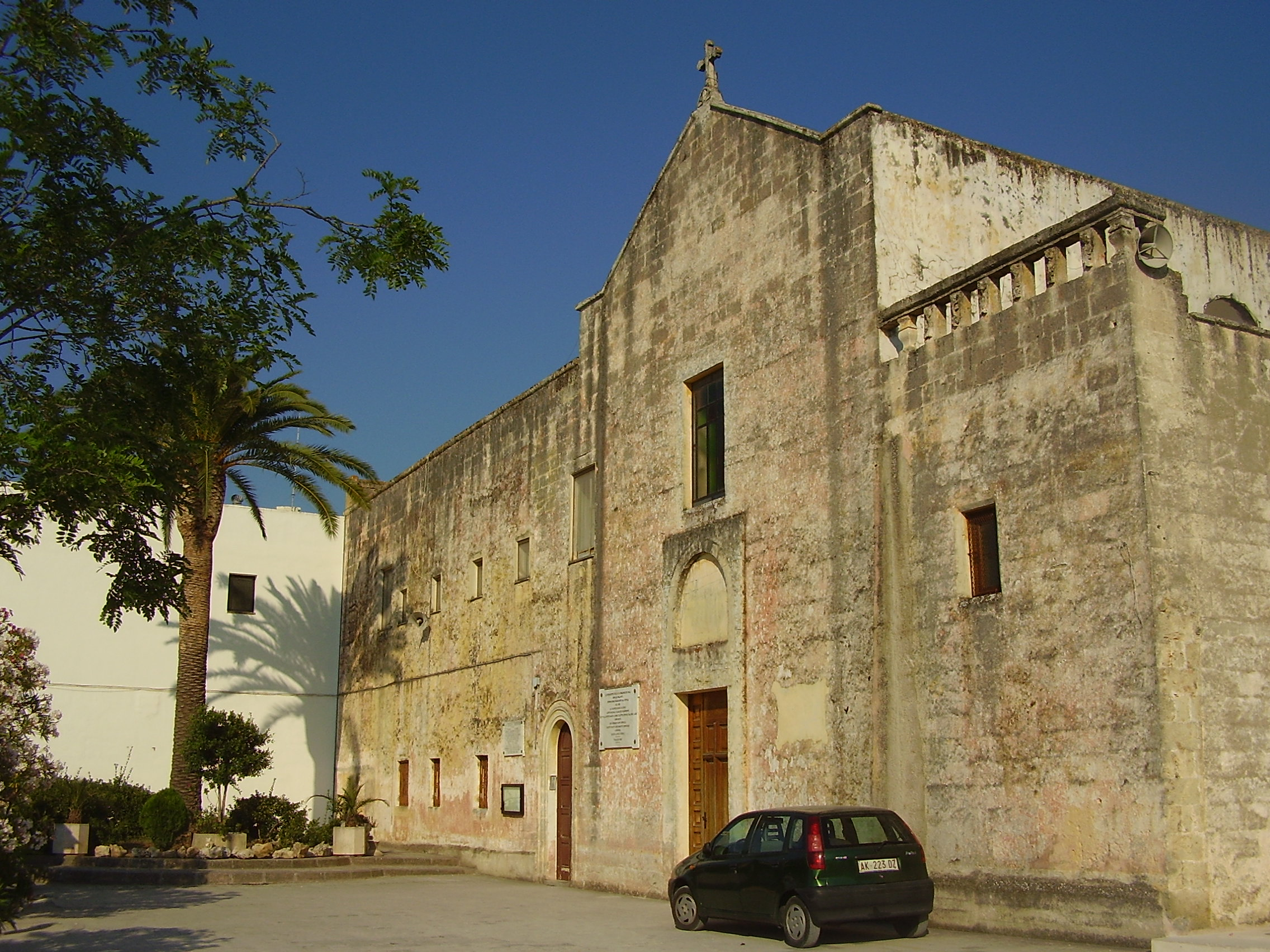
Parrocchia San Francesco d'Assisi, Ruffano
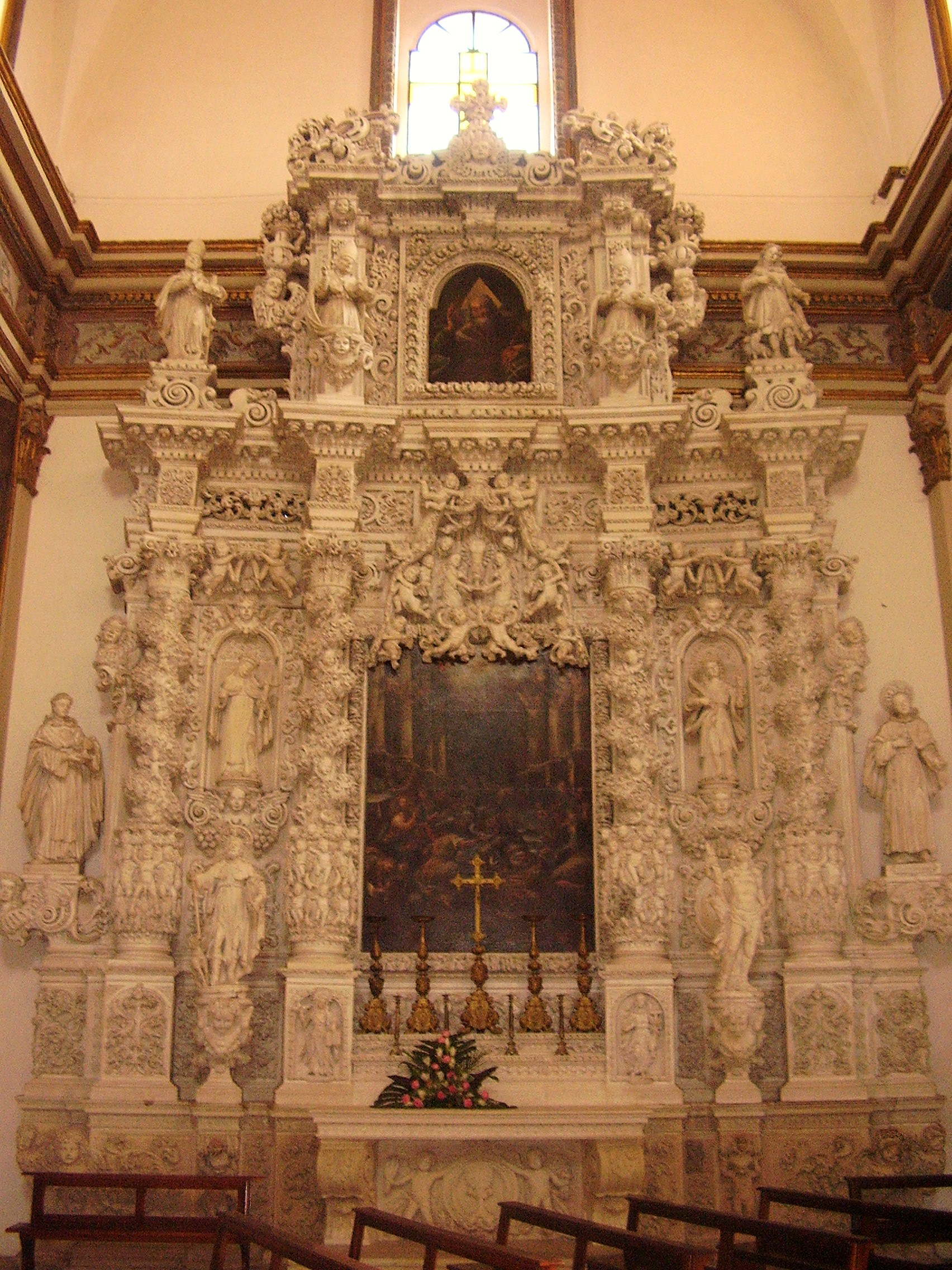
Altare del Santissimo Sacramento, particolare,  Ruffano
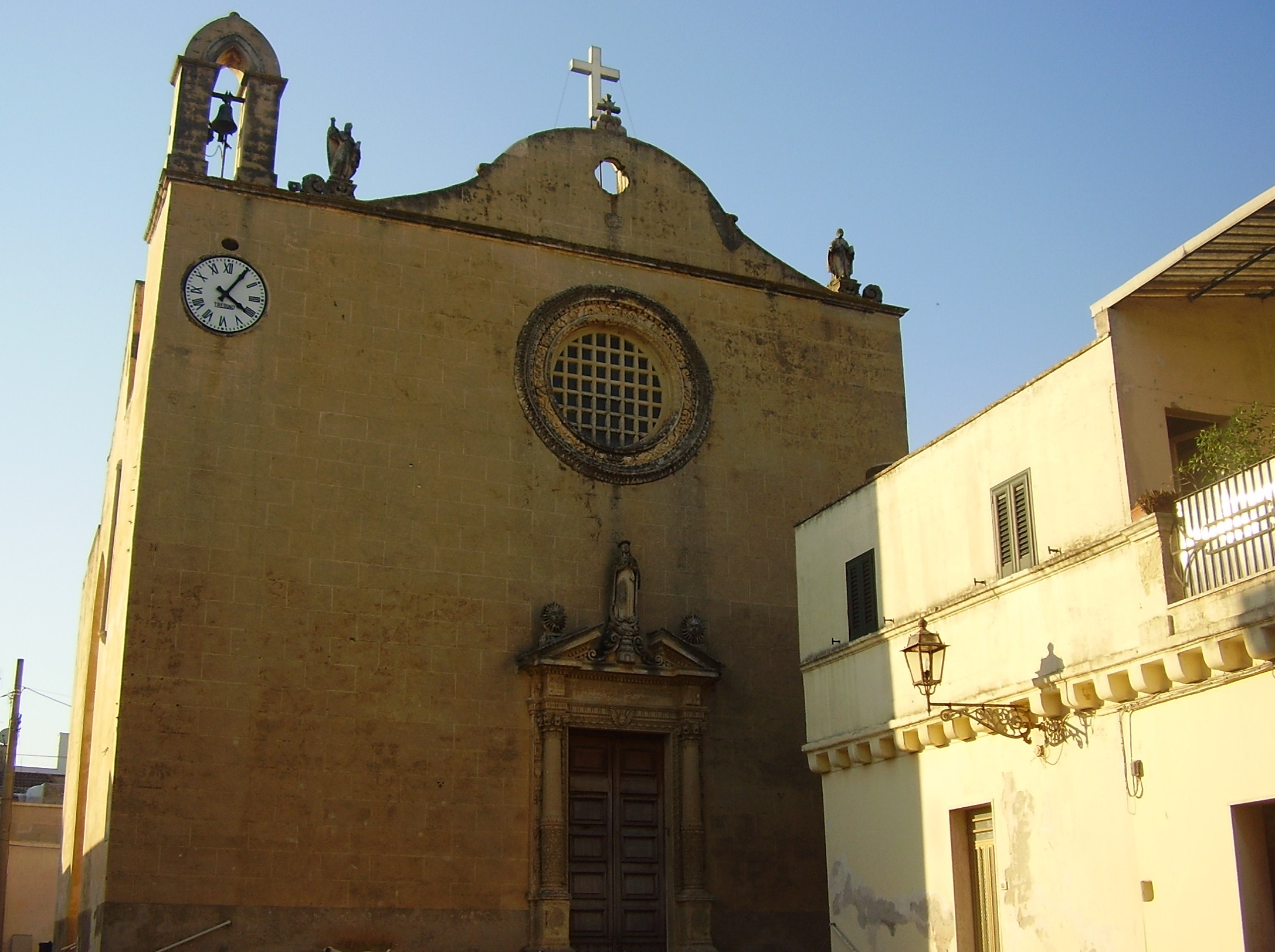
Parrocchia Maria Santissima Immacolata, Chiesa Madre, Torrepaduli
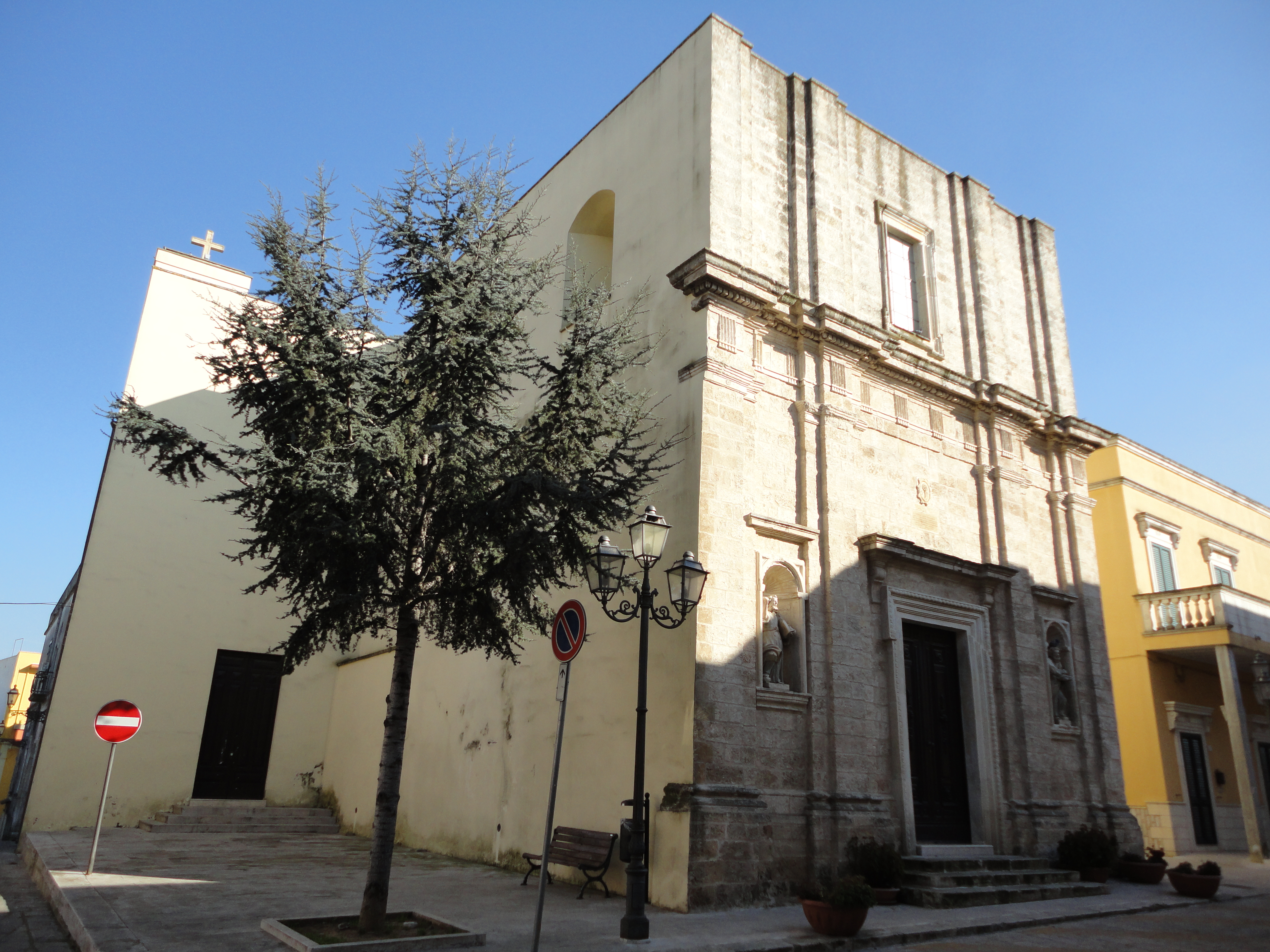
Parrocchia di San Michele Arcangelo, Chiesa Madre, Supersano
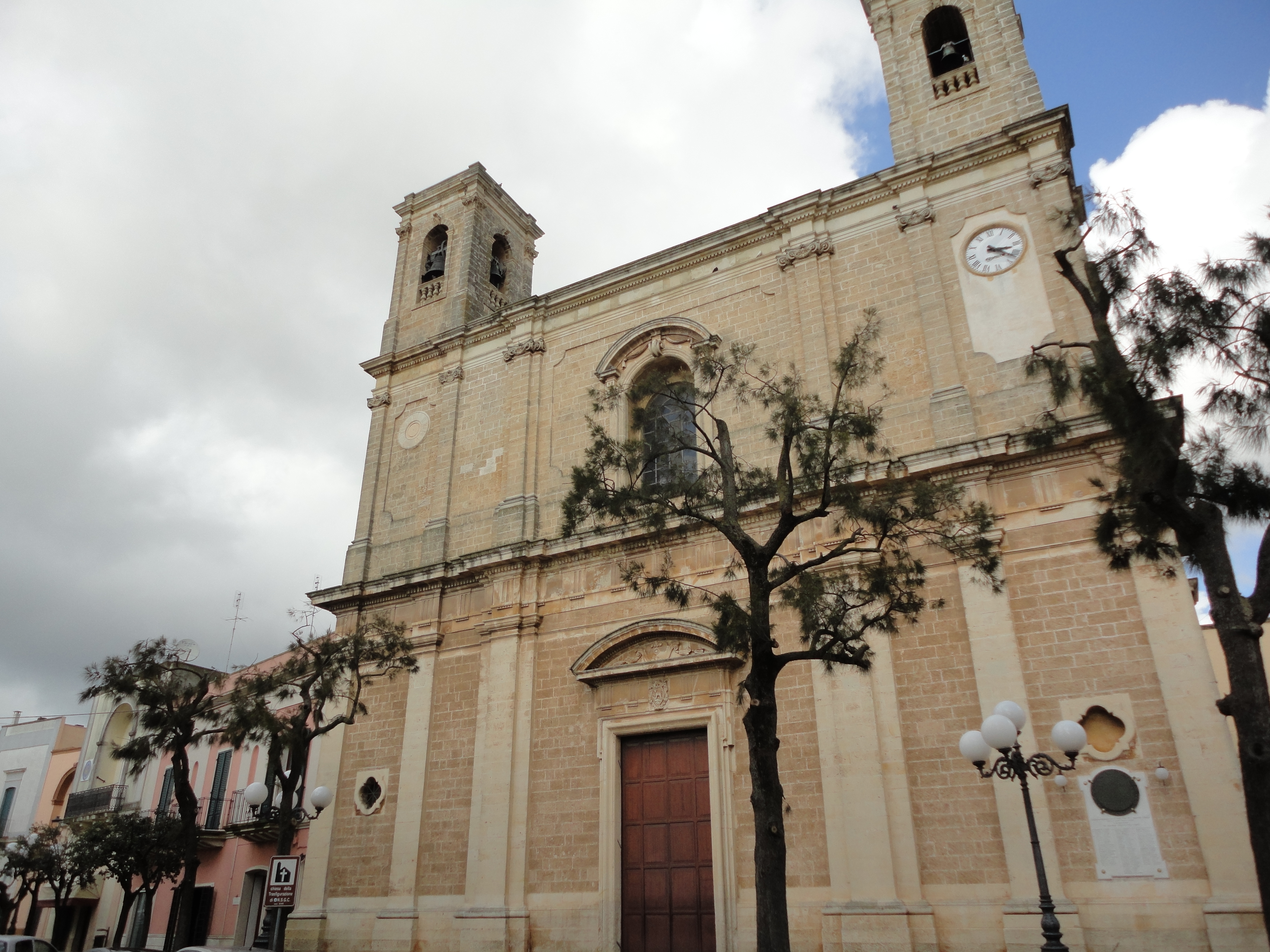
(1) Parrocchia della Trasfigurazione di Nostro Signore Gesù Cristo, Chiesa Madre, Taurisano
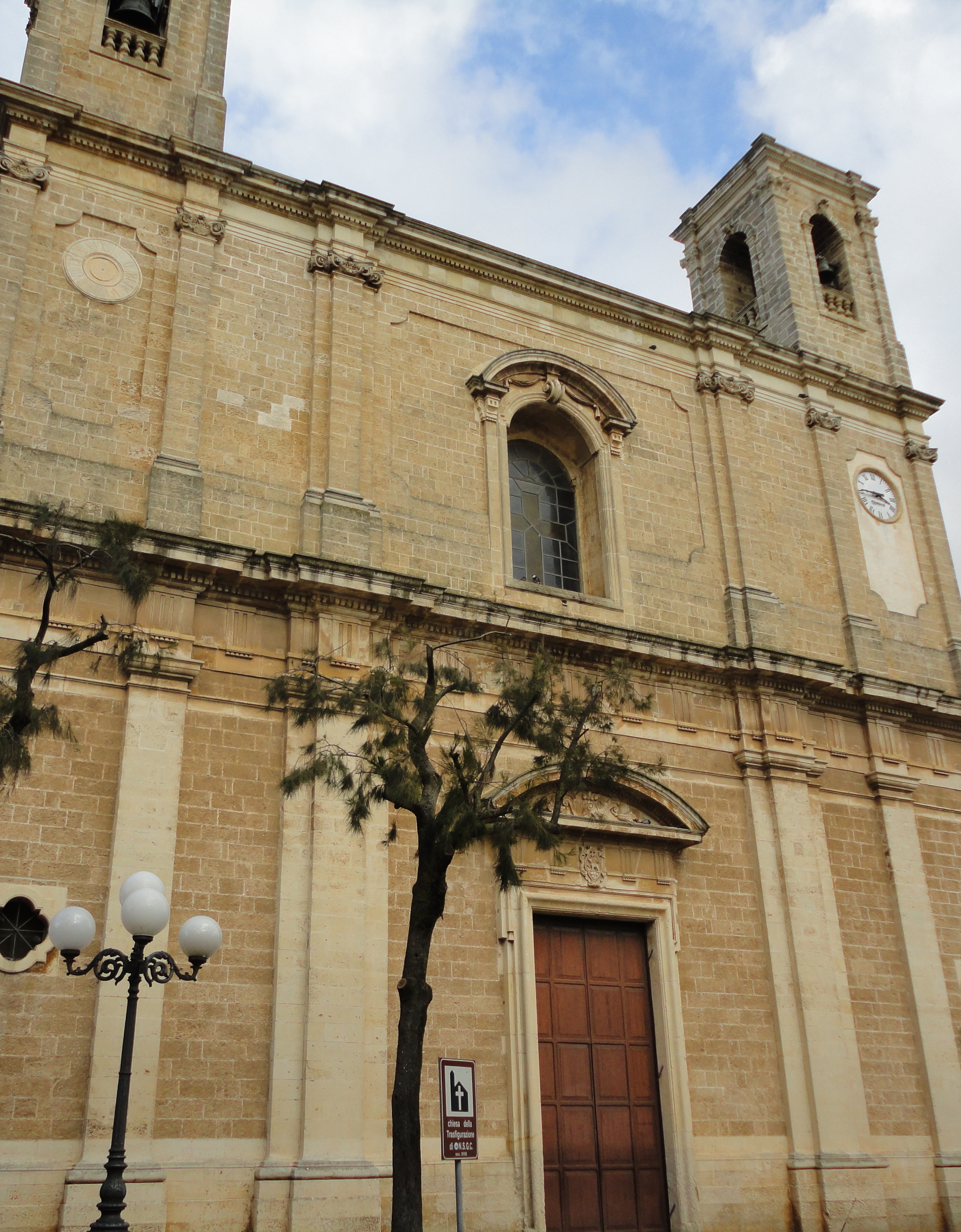
(2) Parrocchia della Trasfigurazione di Nostro Signore Gesù Cristo, Taurisano